# Colle di Val d'Elsa
Colle di Val d'Elsa (per brevità spesso Colle Val d'Elsa e localmente Colle) è un comune italiano di 21 682 abitanti della provincia di Siena in Toscana.
È arroccata nella sua parte più antica su un alto poggio. Anticamente il tessuto urbano era diviso in tre parti: il Borgo di Santa Caterina, il Castello di Piticciano e il Piano, oggi semplificati in "Colle alta" e "Colle bassa". Il comune è il più importante centro italiano della produzione di cristallo.
La città è inoltre famosa per aver dato i natali, nel 1240, ad Arnolfo di Cambio, al quale è stata in seguito dedicata la piazza principale.

## Geografia fisica
- Classificazione sismica: zona 3 (sismicità bassa), Ordinanza PCM 3274 del 20/03/2003
- Classificazione climatica: zona D, 1776 GR/G
- Diffusività atmosferica: alta, Ibimet CNR 2002

## Storia

### Antichità
A partire da numerosi e importanti ritrovamenti archeologici risalenti anche al IV millennio a.C., i primi documenti che testimoniano di Colle di Val d'Elsa, risalgono al X secolo, ma solo successivamente, tra l'XI ed il XII secolo, la città acquista la propria identità. Numerose sono comunque le testimonianze della zona risalenti all'epoca etrusca, come le necropoli di Dometaia e de Le Ville.
La storia e l'identità di Colle di Val d'Elsa nascono e si sviluppano, unitamente a quella delle altre località dell'Alta Valdelsa (San Gimignano, Poggibonsi e Casole d'Elsa), all'ombra di signorie sia ecclesiastiche che civili. Non va dimenticato che nell'Alta Valdelsa passavano la Via Francigena e le sue varianti apportando una notevole mole di traffici di merci e uomini e, quindi, garantendo un reddito sicuro.

### Medioevo
Il possesso di queste zone era strategico per lo sviluppo ed il potere non solo delle famiglie nobili ma anche dei potentati ecclesiastici come la diocesi di Volterra che su queste zone vantava diritti. In più la Valdelsa era terra di confine tra le potenze nemiche di Firenze e Siena. Nel 1155/1156, fu iniziata l'edificazione di Poggio Bonizzo (o Bonizio, l'attuale Poggibonsi) con la benedizione di papa Adriano IV che lo mise sotto la giurisdizione della diocesi di Siena attirandosi le ire di Firenze. Nacque in tal modo il percorso di fondovalle della Via Francigena, a scapito di quello più a monte.
Nel 1176 fu stipulata la pace tra Firenze e Siena, ma già forse nello stesso anno si ha la trasformazione di Colle in funzione antipoggibonsese per volere di Firenze, attraverso l'inurbazione massiccia del suo territorio (venivano infatti concesse facilitazioni a chi vi si stabiliva).
Il papa in carica all'epoca era il senese Alessandro III (morì poi nel 1181) che affidò l'incarico di arciprete della Pieve a Elsa, ad “Aelsae” (vicino dell'odierna Gracciano di Colle di Val d'Elsa), a Alberto. La pieve era posta lungo il tracciato della francigena e, nonostante fosse nel territorio posto sotto la giurisdizione del vescovo di Volterra, era immediatamente soggetta alla Santa Sede in quanto nominata nullius Dioecesis. La scelta operata dal Papa senese aveva il fine di controllare direttamente i territori intorno a Colle.
Erano frequenti le guerre tra i comuni vicini, come nel caso della Guerra di Casaglia del 1199 che vide opposti Colle di Val d'Elsa e San Gimignano contro Poggibonsi, con conseguenti razzie e distruzioni. All'alleanza tra Colle e San Gimignano contro Poggibonsi si aggiunse Semifonte, decisa a non rimanere isolata; l'intesa prevedeva anche la guerra contro Firenze e Siena, in caso di un loro intervento contro Semifonte. Colle, nel 1201, sigla la pace con Volterra e con Casole d'Elsa; dopo l'accordo di Fonterutoli tra Firenze e Siena, quest'ultima dichiara guerra a Colle con il fine ultimo di lasciare da sola Semifonte. L'anno successivo, Colle, in seguito ad un nuovo accordo, fu obbligata da Siena a rompere l'alleanza con Semifonte. Comunque, tenendo fede al vecchio accordo i colligiani non intervennero mai contro Semifonte che venne definitivamente sconfitta e distrutta nel 1202. Le proprietà e le delimitazioni dei territori erano confuse e, dopo la guerra, nel 1209, i confini furono stabiliti in modo scrupoloso.
Colle di Val d'Elsa è legato allo sviluppo delle famiglie dei conti Alberti e Aldobrandeschi che avevano alcune proprietà ed altre le avevano acquisite, anche in seguito ai contrasti intervenuti, dalla diocesi di Volterra. Gli Aldobrandeschi, ottennero il controllo della Badia di Spugna, che dipendeva dalla Pieve a Elsa, che era diventata «nullius diocesis» per bolla papale e si era così svincolata dalla diocesi di Volterra, e delle terre intorno, da Gracciano (il principale insediamento colligiano nell'XI secolo) fino a Piticciano (il nucleo più antico del Castello di Colle). L'Abate di Spugna promosse la costruzione delle Gore per fornire energia motrice ai numerosi mulini, e cercò di attirare popolazione intorno al castello di Piticciano che viene chiamato «Castelnuovo de' Franchi» e che si allargò fino a dove ora sorge il Palazzo Campana, dirimpetto al vicinissimo Borgo di Santa Caterina, che si sviluppò autonomamente. Nel frattempo, per sfuggire alle incursioni ed alle devastazioni delle truppe senesi gli abitanti di Gracciano si erano trasferiti presso il Castello di Piticciano, dando nuovo impulso al suo sviluppo. È di questo periodo la costruzione di un secondo tratto di gore.

#### Il Libero Comune
All'inizio del Duecento quindi Colle è già organizzato in libero Comune ed ha già raggiunto una notevole importanza grazie all'abbondanza d'acqua che opportunamente canalizzata nelle cosiddette "gore" ne ha favorito lo sviluppo.
Intanto le gore danno notevole impulso all'economia locale, tanto che nel 1216 il podestà di Poggibonsi si vide costretto a riconoscere il diritto di passaggio per i mulini di Colle. Vengono quindi stabilite alleanze con San Gimignano e Casole d'Elsa.
Colle nel 1245 appoggia quindi la causa imperiale di Federico II che gli concede protezione e riconosce la sua giurisdizione sui territori contesi con Siena, come il Castello di Paurano, Collalto, Montevasoni e Partena. Ancora nel 1260 i colligiani, unitamente a San Gimignano, riconoscono il potere di Carlo I d'Angiò e nel 1267, dopo una breve parentesi ghibellina susseguente alla sconfitta di Montaperti del 1260, per decisione del Consiglio Generale del Comune, viene giurata fedeltà allo schieramento guelfo. Tale alleanza, che aveva contrariato non poco Siena tanto che nel 1260 le truppe senesi avevano distrutto Gracciano, culminerà nella battaglia di Colle del 1269 tra guelfi e ghibellini, che vide Colle, alleata di Firenze, sconfiggere Siena con notevoli ripercussioni sull'assetto politico della Toscana (la battaglia è stata cantata anche da Dante, nella Divina Commedia, nel XIII canto del Purgatorio).
Nel 1301 Colle si trova alleata con Firenze, Lucca, Siena, Prato, San Gimignano e altri castelli contro Pistoia nella "guerra dei cinque anni".
Nel 1307 Colle, sulla base di spinte popolari, si dà un nuovo Statuto che regolamenta la vita cittadina e gli organi di governo: vi sono un Capitano del Popolo, un Podestà (che dura in carica sei mesi), un Camerlengo Generale (che cura le entrate e le uscite di denaro pubblico), un Ufficiale di Gabella, Dodici Governatori, eletti ogni due mesi tra i membri del Consiglio del Capitano, cui si affianca il Consiglio Generale del Podestà; in ogni organo è garantita la presenza dei rappresentanti di tutte le contrade. Capitano del Popolo e Podestà, una volta terminato il loro incarico, sono sottoposti al giudizio di “sindaci” e tenuti ad accettare le loro conclusioni. La giustizia viene amministrata da Giudici “forestieri” appositamente nominati e sono previste varie fasi di giudizio.

#### Diatribe tra alcune nobili famiglie valdelsane del medioevo
Essendosi schierata con i Guelfi, Colle lotta contro Arrigo VII e nel 1311 rafforza le sue fortificazioni. Con la morte di Arrigo VII ed il successo di Uguccione della Faggiola i Ghibellini prendono però il sopravvento che ha comunque breve durata per la caduta in disgrazia di Uguccione e la pace tra Guelfi, Pisani e Lucchesi sancita da Roberto d'Angiò nel 1316. In seguito si registrano moti di rivolta, subito sedati, e viene nominato capitano il ghibellino colligiano Albizzo di Scolaio dei Tancredi, “magnate” ed Arciprete, in barba agli statuti popolari del 1307. Si inizia così un periodo di semi-tirannia che vedrà il suo epilogo con la sommossa del 1331 che porterà al ristabilimento della preesistente situazione con l'arresto del “tiranno” (che sarà strangolato in carcere) e la confisca dei beni e dei possedimenti di famiglia. In questo periodo la città vive alcune diatribe tra nobili famiglie valdelsane che però finiscono quasi sempre in pace e fedeltà verso la Firenze guelfa.
Vengono quindi rivisti gli Statuti comunali e viene rinsaldata l'alleanza con Firenze che chiede aiuto ai colligiani in occasione delle guerre contro Verona e Lucca.
La città si allarga nel “Piano” e subisce un incremento demografico per l'arrivo di persone dal contado e da tutte le località vicine (San Gimignano, Poggibonsi, Staggia, Casole, e anche da Siena). L'economia colligiana vive un fiorente periodo.
Dopo le congiure e le lotte intestine di Firenze del 1340, nel 1342 Colle (nonostante la rivolta capeggiata dai Guidotti e dal figlio da Barone di Angelo dei Tancredi, che voleva vendicarsi dei lunghi anni di prigione e della fine inflitta alla sua famiglia, ma subito duramente sedata), seguendo le decisioni già adottate da altre città toscane (Arezzo, Volterra, Pistoia, ecc.) si sottomette al Duca di Atene, nuovo Signore di Firenze.
Il libero Comune di Colle, a cui re Manfredi ha concesso protezione ed autonomia, entra a far parte della Lega di tutte le città guelfe della Tuscia, con Firenze, Perugia, Siena, Arezzo, Pistoia, Volterra, Prato, San Miniato e San Gimignano. Negli anni successivi vengono di nuovo rivisti gli Statuti anche con la supervisione di riformatori fiorentini, ma senza stravolgere il dettato di quelli preesistenti.
Con la peste nera del 1348, che causa un forte decremento demografico, si ha una specie di rivoluzione nell'economia colligiana: salgono alla ribalta nuove famiglie che prendono in gestione dal Comune i mulini e intraprendono nuove attività, principalmente la lavorazione della lana, delle armi e della carta. Il ceto medio (notai, mercanti ed artigiani) prende in mano le redini del Comune. Gli artigiani minori (fabbri, maniscalchi, calzolai, ecc.) fondano le loro prime “associazioni“ di categoria.
Per tutto il XIV secolo il territorio di Colle, come gran parte della Toscana e dell'Italia intera, vede il passaggio delle compagnie di ventura ed a volte i loro saccheggi. Tra i condottieri che transitano o che si stanziano a Colle sono degni di citazione Bernardo della Serra, Alberico da Barbiano, Diego della Ratta, Gualtieri VI di Brienne, Uguccione della Faggiuola, Amerigo di Narbona e Giovanni Acuto.

### XV secolo
All'inizio del Quattrocento Colle è soggetta al pagamento di tributi in favore di Firenze per sostenere la lotta con i Visconti di Milano che avevano allargato la loro sfera d'influenza a Pisa e Siena. Nel 1479, dopo il lungo assedio delle truppe del Duca Alfonso di Calabria del 1479 Colle, stremata e affamata, dovette arrendersi agli Aragonesi, non senza avere tentato un'ultima strenua difesa dando fuoco al Borgo di San Caterina e distruggendo il Ponte del Campana che dava l'accesso al Castello.
L'eroica resistenza non passo inosservata neppure ai vincitori, il Duca stesso ebbe a dire: «Se i regnicoli miei vassalli fossero stati tutti valorosi, fedeli e obbedienti come trovai i colligiani, mi sarei impadronito di tutto il mondo. Sia luogo alla ricompensa».
Nel 1481 Colle ritorna sotto Firenze grazie anche alla mediazione di Lorenzo il Magnifico, grato perché il lungo assedio aveva permesso alla città alleata di Firenze, che non aveva potuto portare gli aiuti necessari, di approntare le proprie difese e portare avanti le trattative che le permisero di mantenere, in pratica, lo status quo.
Il 1° ottobre 1479 arriva la cittadinanza onoraria fiorentina, perpetua, per tutte le persone residenti nel territorio di Colle di Val d'Elsa.
La riconoscenza di Firenze al valore ed al coraggio dell'alleata Colle non tardò: Firenze concesse, con deliberazione del 1º ottobre 1479, la cittadinanza fiorentina a tutti i cittadini nati o che nasceranno a Colle, approntò notevoli riduzioni fiscali, l'esenzione dalle gabelle per i manufatti prodotti a Colle e contribuì alla ricostruzione delle opere di difesa andate distrutte ed a nuovi potenziamenti del sistema delle fortificazioni.

### Granducato
Solo in seguito alla caduta della Repubblica di Siena, nel 1555, a cui collaborò anche Giacomo Malatesta da Sogliano che si stabilì a Colle alla cui guardia era preposto, iniziò per Colle un lungo periodo di pace. Colle continuò a gravitare nell'orbita di Firenze e dei Medici, anche grazie alle tante famiglie colligiane, come gli Usimbardi, i Cini, i Pacini, i Giusti, i Luci, i Dini, i Campana e i Tolosani, che furono impegnate nell'amministrazione della città gigliata. Esponenti di queste famiglie colligiane ricoprirono infatti i più alti incarichi istituzionali nelle gerarchie del neonato Granducato di Toscana e si ritagliarono uno spazio decisivo come uomini di fiducia dei principi, elevando Colle, di fatto, al ruolo di "patria dei grandi burocrati" toscani. Nel 1592, mantenendo una solenne promessa fatta nel 1581 dal Granduca di Toscana Francesco I de' Medici, il suo successore Ferdinando I de' Medici elevò Colle a città e con bolla di papa Clemente VIII, datata 5 giugno, su supplica dello stesso Granduca, Colle venne proclamata sede di una nuova diocesi. Primo vescovo fu nominato il colligiano Usimbardo Usimbardi.
In seguito Colle fu interessata da disastrose alluvioni nel 1603 e nel 1618, e ebbe un notevole calo demografico in seguito alla peste che arrivò a Colle nell'agosto del 1630. Tuttavia, la città viene abbellita nei palazzi e nelle chiese e si arricchisce di opere d'arte. Vengono costruiti l'ospedale di San Lorenzo ed il teatro dei Varii, vengono demolite le numerose porte di accesso alla città. In questo periodo gode dei favori dei Granduchi, colpiti e compiaciuti dalle tante attività e dai prodotti colligiani, e devoti alla reliquia del Sacro Chiodo della Crocifissione. Vengono anche rafforzate le misure di difesa e la cinta muraria.
Nel 1750 il granduca di Toscana Francesco Stefano nomina Colle città "nobile".

### Storia moderna
All'inizio del XIX secolo Colle, come gran parte dell'Italia, fu invasa dalle truppe napoleoniche che restarono nel suo territorio fino al 1814.
Nel XIX secolo Colle si dimostra entusiasta delle concessioni liberali dei Granduchi.
La Carboneria fa proseliti anche a Colle (tra gli affiliati anche gli operai della Vetreria Schimdt) e dalla città partono spedizioni di volontari per partecipare alle guerre per l'unificazione dell'Italia.
Con l'unità, che trova Colle già accorpata nella provincia di Siena dal tardo XVIII secolo, a causa della confusione che regnava nei toponimi, Colle, in base a una delibera del Consiglio Comunale e con Regio Decreto del 21 settembre 1862, varia la propria denominazione dal semplice Colle in Colle di Val d'Elsa.
Nel 1863 nasce la biblioteca popolare circolante, a cura della Società Operaia di Mutuo Soccorso, il primo nucleo della Biblioteca Comunale colligiana, una delle più antiche biblioteche pubbliche d'Italia.
Nel 1867 Giuseppe Garibaldi visita la città ed in quella occasione verrà fondata la “Società Democratica” la cui vice presidenza viene offerta da Ettore Capresi proprio all'eroe dei due mondi e che, insieme alla “Società Operaia” intendeva organizzare la classe proletaria.
La città è animata da fermenti culturali che prendono avvio dalle lotte sociali dei numerosi operai delle industrie e si afferma il socialismo, che nel 1897 porterà un proprio rappresentante (Antonio Salvetti) alla guida della città, facendo di Colle uno dei primi comuni socialisti d'Italia. In città si stampano periodici politici come "L'Elsa", di ispirazione socialista, il cui posto sarà poi preso da La Martinella che diverrà l'organo ufficiale del socialismo toscano.
Esclusa dai nuovi tracciati della Cassia e della linea ferroviaria Empoli-Siena, nel 1885 viene inaugurata la ferrovia Poggibonsi-Colle Val d'Elsa.

### Storia contemporanea
Molti i caduti colligiani durante la prima guerra mondiale, tanto che nel 1925 Sua Maestà Re Vittorio Emanuele III inaugurerà il monumento ai caduti in Piazza Arnolfo.
Il 29 luglio 1943 una manifestazione popolare viene repressa dalle forze di polizia, che sparano uccidendo un dimostrante e ferendone altri 11.
Il 15 e 16 febbraio 1944 ha subito i bombardamenti aerei alleati, con 62 morti. Un tributo di sangue è stato donato anche alla lotta partigiana che si svolgeva sulla Montagnola (Eccidio di Montemaggio) in Berignone e sulle Carline.
Il dopoguerra vede Colle di Val d'Elsa alle prese con la ricostruzione. Nel referendum tra Monarchia e Repubblica, quest'ultima ottenne 6.541 voti contro 945.
Nel febbraio 1952, avvenne un episodio che ebbe vasta risonanza. Si era in pieno periodo di lotta dei contadini che portavano avanti le loro rivendicazioni e lottavano contro gli sfratti dei mezzadri. Vi erano state delle manifestazioni di protesta che seguirono ad alcuni sfratti, tra cui quello della famiglia Bugno dall'Azienda di Mugnano. Alcuni colpi partiti accidentalmente dal mitra del Comandante della Stazione dei Carabinieri di Colle di Val d'Elsa, ferirono tre persone. Subito salì la protesta e ne seguirono scioperi in diverse città e scontri con le forze dell'ordine.
Il 30 marzo 1996 papa Giovanni Paolo II, in visita pastorale presso l'arcidiocesi di Siena-Colle di Val d'Elsa-Montalcino, si è recato in visita a Colle di Val d'Elsa, nello stabilimento della CALP SpA (la più grande cristalleria italiana) ed ha tenuto un discorso ai rappresentanti del mondo del lavoro.
Dal 2001 l'amministrazione comunale ha concesso in uso un terreno per la costruzione del nuovo centro culturale islamico (moschea). Ciò ha portato a molte polemiche di una parte della popolazione che ha richiesto, nell'agosto 2006 anche un referendum, giudicato inammissibile dal consiglio comunale.
Il 25 ottobre 2013 è stata inaugurata la nuova moschea di Colle di Val D'Elsa. Un luogo di preghiera per il mondo islamico che sorge dopo anni di polemiche e roventi dibattiti nella pubblica opinione, che videro coinvolti tra gli altri anche Oriana Fallaci e Mario Borghezio. Il centro islamico è stato costruito a San Lazzaro, alla periferia della città, in un parco su terreno concesso in diritto di superficie per 99 anni all'associazione islamica, che paga un affitto di 11 000 euro all'anno. Fondi per la realizzazione sono stati messi a disposizione dalla Fondazione Mps (300.000 euro), dalle comunità italiane (1 600 000 euro) e ancora da una fondazione del Qatar.

### Simboli
Lo stemma di Colle di Val d'Elsa è cambiato molte volte nel corso degli anni. In alcuni periodi la testa di cavallo ha avuto il giglio, in altri è stato privo del giglio. Verso la fine del 1800 e gli inizi del 1900, circa, venne proposto al comune di mettere l'asinello con il drappo di Gracciano dell'Elsa composto da un pilastro, una mezzaluna e due gigli nella parte superiore,  al posto della testa di cavallo, ma il comune non accettò la proposta. L'ultima variazione dell'emblema è avvenuta nel 2000, quando il consiglio comunale decise di mettere solo la testa di cavallo senza il giglio, ma gran parte dei colligiani contestarono quella variazione fatta dal consiglio comunale e chiesero al comune di rimettere il giglio vicino alla testa del cavallo.
Lo stemma e il gonfalone della Città di Colle di Val d'Elsa sono stati ufficializzati con l'apposito decreto del presidente della Repubblica del 16 aprile 2002.
Stemma
Gonfalone
Il decreto di concessione per il gonfalone prevede un:
Lo stemma ufficiale è quindi una testa di cavallo rossa in campo bianco, senza il giglio.

## Monumenti e luoghi d'interesse

### Architetture religiose

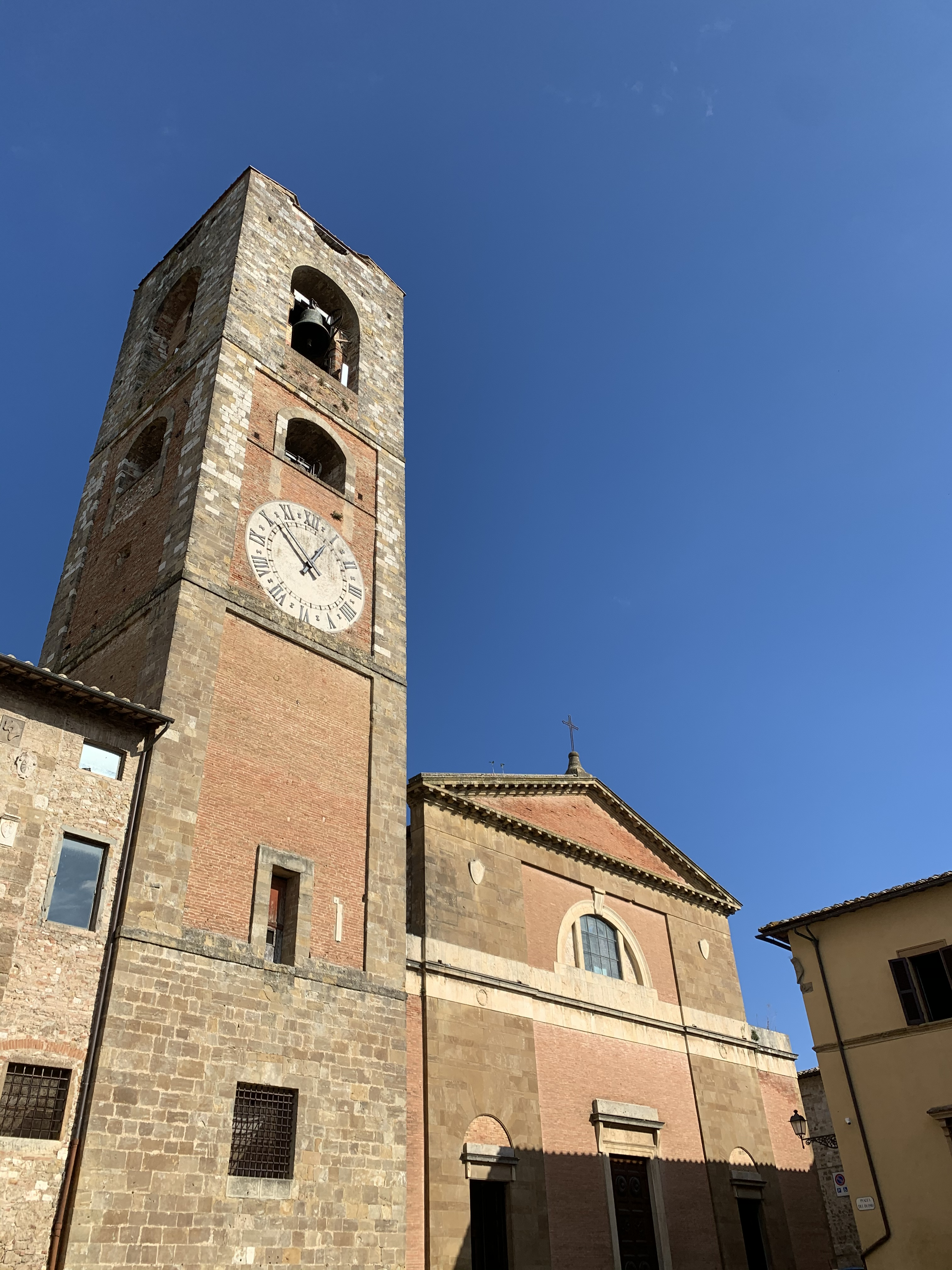
Concattedrale dei Santi Alberto e Marziale

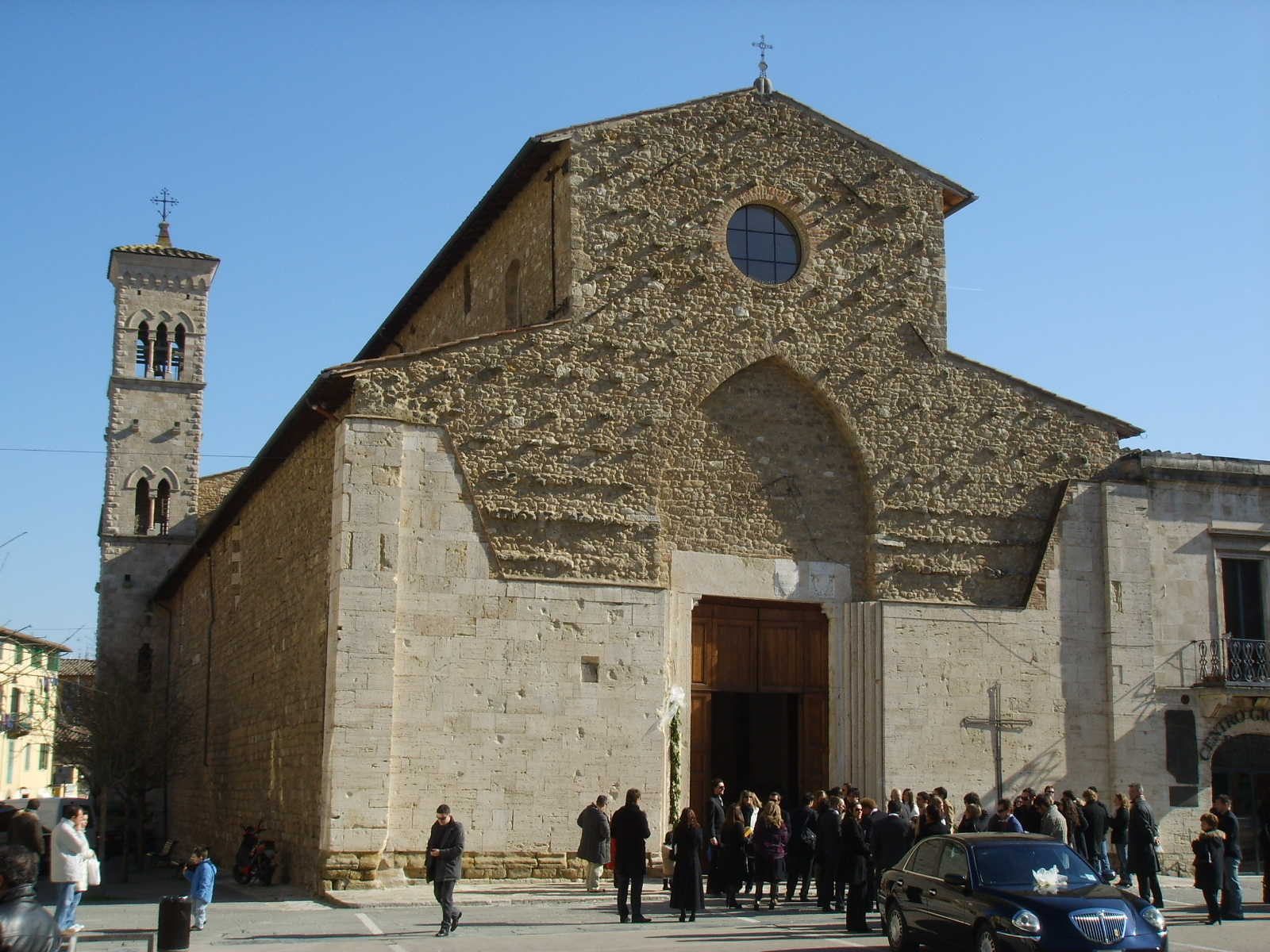
Sant'Agostino

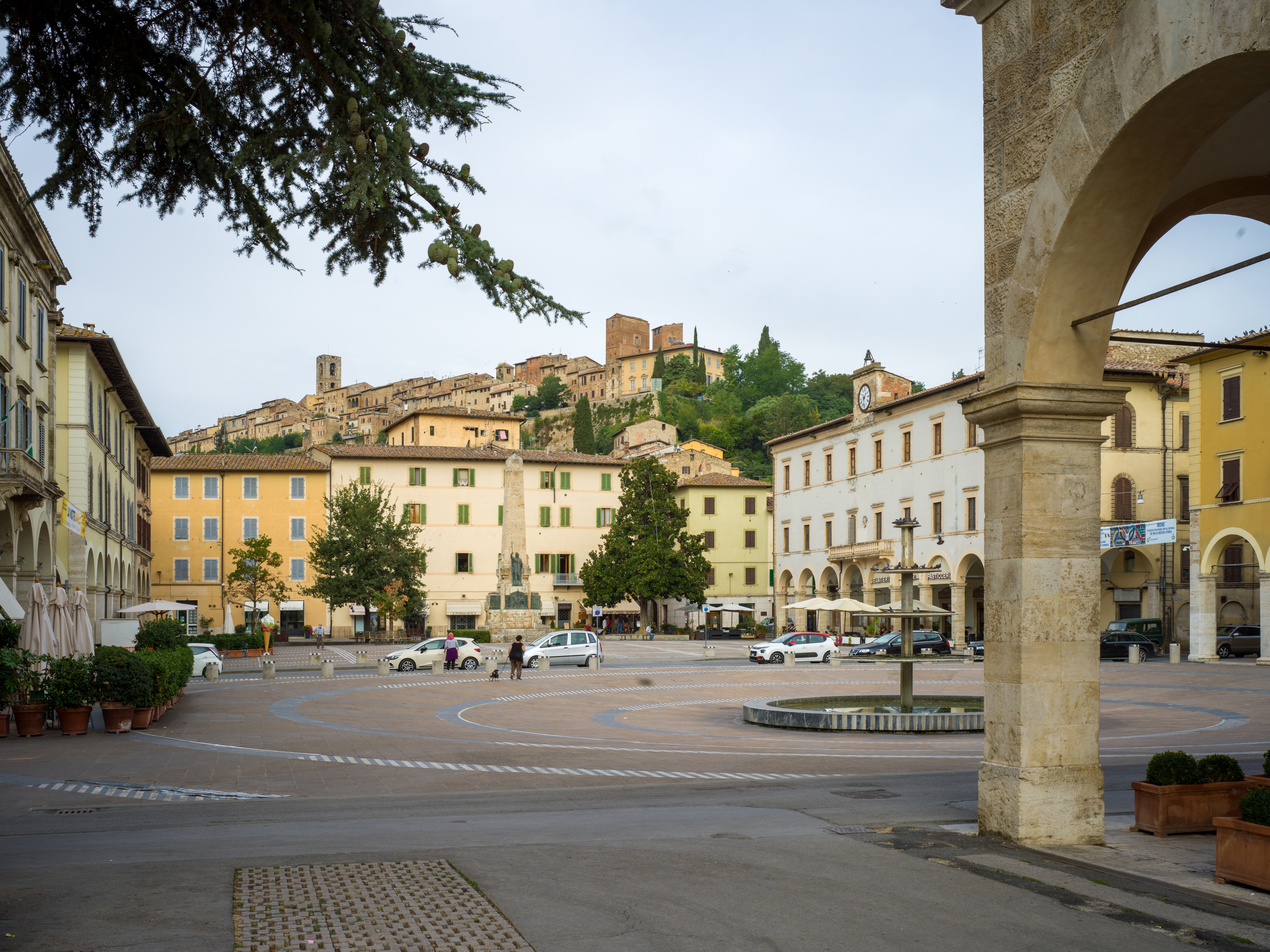
Piazza Arnolfo di Cambio a Colle di Val d'Elsa

| - Duomo di Colle di Val d'Elsa - Pieve a Elsa - Chiesa di Santa Maria in Canonica - Chiesa di San Pietro - Chiesa di Sant'Agostino - Chiesa di Santa Caterina - Chiesa di Santa Maria delle Nevi - Chiesa di San Biagio - Convento di San Francesco | - Santuario di Santa Maria delle Grazie - Abbazia di Santa Maria Assunta - Chiesa di Santa Maria Assunta a Spugna - Abbazia di Spugna - Santuario della Beata Vergine del Renaio - Pieve dei Santi Ippolito e Cassiano - Chiesa di San Marziale - Chiesa di San Bartolomeo - Cripta della Misericordia |

### Architetture civili
| - Casa di Aonio Paleario - Casa-torre di Arnolfo di Cambio - Palazzo Pretorio - Palazzo Campana - Palazzo del Comune o dei Priori - Palazzo Vescovile - Palazzo Buoninsegni - Palazzo Usimbardi - Palazzo Luci - Palazzo Morozzi - Palazzo Giusti - Palazzo Tommasi - Conservatorio di San Pietro | - Ospedale di San Lorenzo - Palazzo scolastico (Palazzone) - Teatro dei Varii - Teatro del Popolo - Palazzo del Monte dei Paschi di Siena - Stazione di Colle Val d'Elsa - Palazzo Alessi - Palazzo Renieri di sotto - Palazzo Dini - Palazzo Masson - Palazzo Ceramelli già Palazzo Renieri o Rinieri |

### Architetture militari
- Bastione di Sapia
- Il Baluardo
- Porta Nova
- Porta Guelfa
- Torre dei Pasci

### Altro
- Via del Castello
- Via delle Volte
- Piazza Arnolfo di Cambio

### Siti archeologici
- Dometaia
- Le Caldane
- Le Ville

### Aree naturali
- Parco Fluviale Alta Val d'Elsa
- Gore di Colle di Val d'Elsa

## Società

### Evoluzione demografica
Abitanti censiti

### Etnie e minoranze straniere
Secondo i dati ISTAT al 31 dicembre 2016 la popolazione straniera residente era di 2 346 persone. Le nazionalità maggiormente rappresentate in base alla loro percentuale sul totale della popolazione residente erano:
- Albania 621 (2,89%)
- Romania 430 (2,00%)

### Tradizioni e folclore

#### Festa patronale di San Marziale
Si svolge il 1º luglio di ogni anno a San Marziale (Gracciano dell'Elsa) la festa patronale di San Marziale. Già vescovo di Limoges, in Francia, nel III secolo, dopo la visita a Roma e durante il viaggio di ritorno, proprio a Gracciano dell'Elsa, morì un suo compagno di viaggio, Austricliniano, che San Marziale avrebbe resuscitato. Oltre agli appuntamenti di carattere religioso, presenta un aspetto più prosaico con stand gastronomici, dimostrazione pratica dei madonnari, corsa ciclistica, gara goliardica di imbarcazioni sul fiume Elsa e l'immancabile spettacolo pirotecnico. Un'altra vecchia tradizione valdelsana era quella di far passeggiare un asinello con in groppa lo stemma di Gracciano dell'Elsa; uno stemma che fa riferimento anche alla famiglia: pilastro come paternità,  mezzaluna come maternità e i gigli come figli; oggi questo stemma è presente in vari ambiti come nello sport valdelsano e anche a livello, non sportivo, internazionale per indicare la famiglia. L'asinello veniva simpaticamente coccolato e accompagnato per tutto il tratto della festa, ed era uno dei tanti modi, adottati dalle famiglie valdelsane, per rimarcare l'appartenenza alla fede cristiana.

#### Festa del Sacro Chiodo
A Colle di Val d'Elsa, si conserva, secondo la tradizione, uno dei chiodi della crocifissione di Cristo. Si conserva nella cattedrale di Colle di Val d'Elsa in un tabernacolo opera di Domenico Rosselli. Ha la lunghezza di ventidue centimetri, ad un'estremità ha la capocchia ancora ben arrotondata e all'altra è appuntito e piegato. La sacra reliquia arrivò a Colle nel IX secolo, dopo essere passata da molte mani: portato in Italia dalla Palestina nel 326 da sant'Elena, madre dell'imperatore Costantino, entrò a far parte del tesoro dei papi e fu proprio un papa a donare la sacra reliquia a un vescovo o cardinale francese perché lo portasse nella sua patria. L'alto prelato però morì durante il viaggio, non senza prima avere affidato il chiodo a un prete del contado di Colle. Venerato nel corso dei secoli, viene portato in solenne processione ogni anno.

### Istituzioni, enti ed associazioni

#### Volontariato
Sul fronte del volontariato la città è molto attiva in quanto sono presenti numerose associazioni che operano nei campi più svariati. Tra le più importanti, anche per il tipo di servizio svolto, l'Associazione di pubblica assistenza e la Venerabile confraternita di Misericordia, che sono attive nel trasporto sanitario e nel 118; entrambe si occupano anche di attività sociali e di aggregazione, di promozione del volontariato, hanno distinte sezioni di donatori di sangue e distinti servizi di protezione civile. È presente nel territorio cittadino il gruppo scout AGESCI Valdelsa1. Altra importante associazione di promozione sociale di recente origine è "La Scossa" indirizzata verso l'animazione di campi estivi ed eventi per i bambini. A Colle di Val d'Elsa è presente anche la sede nazionale di AFS-Intercultura, onlus che conta circa cinque mila volontari attivi in tutta Italia.

## Cultura

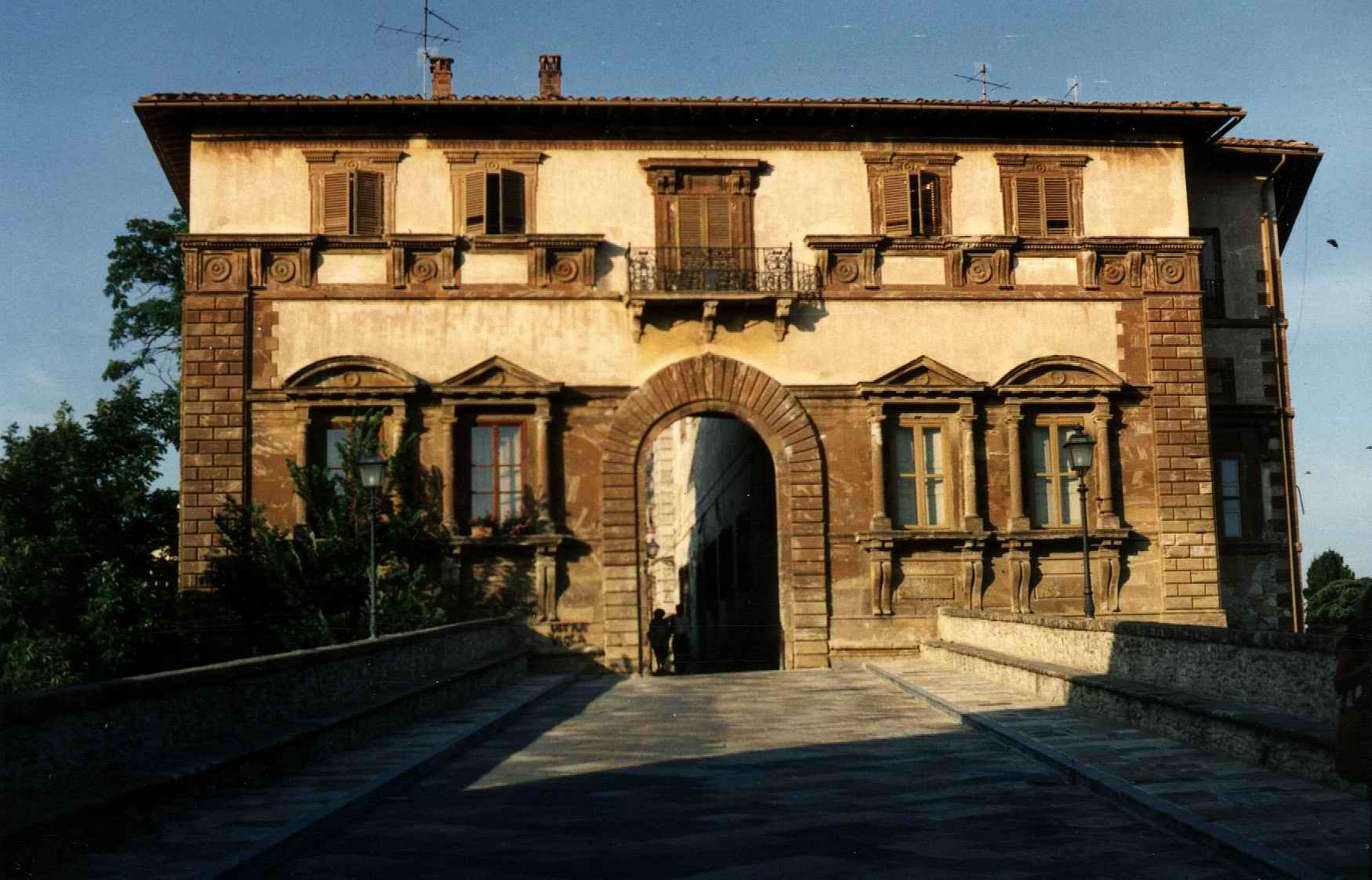
Palazzo Campana

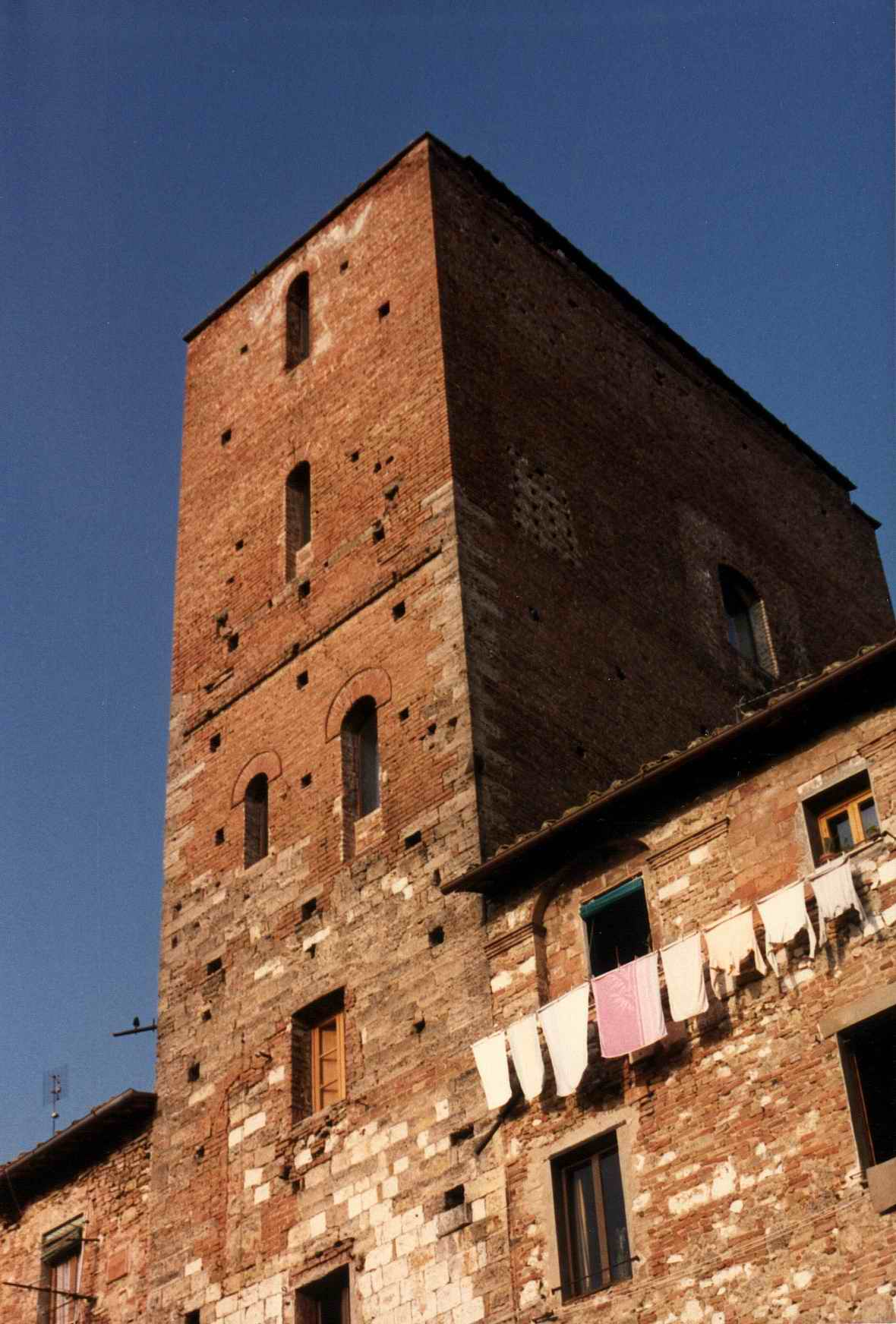
Casa-torre di Arnolfo di Cambio

### Istruzione

#### Musei

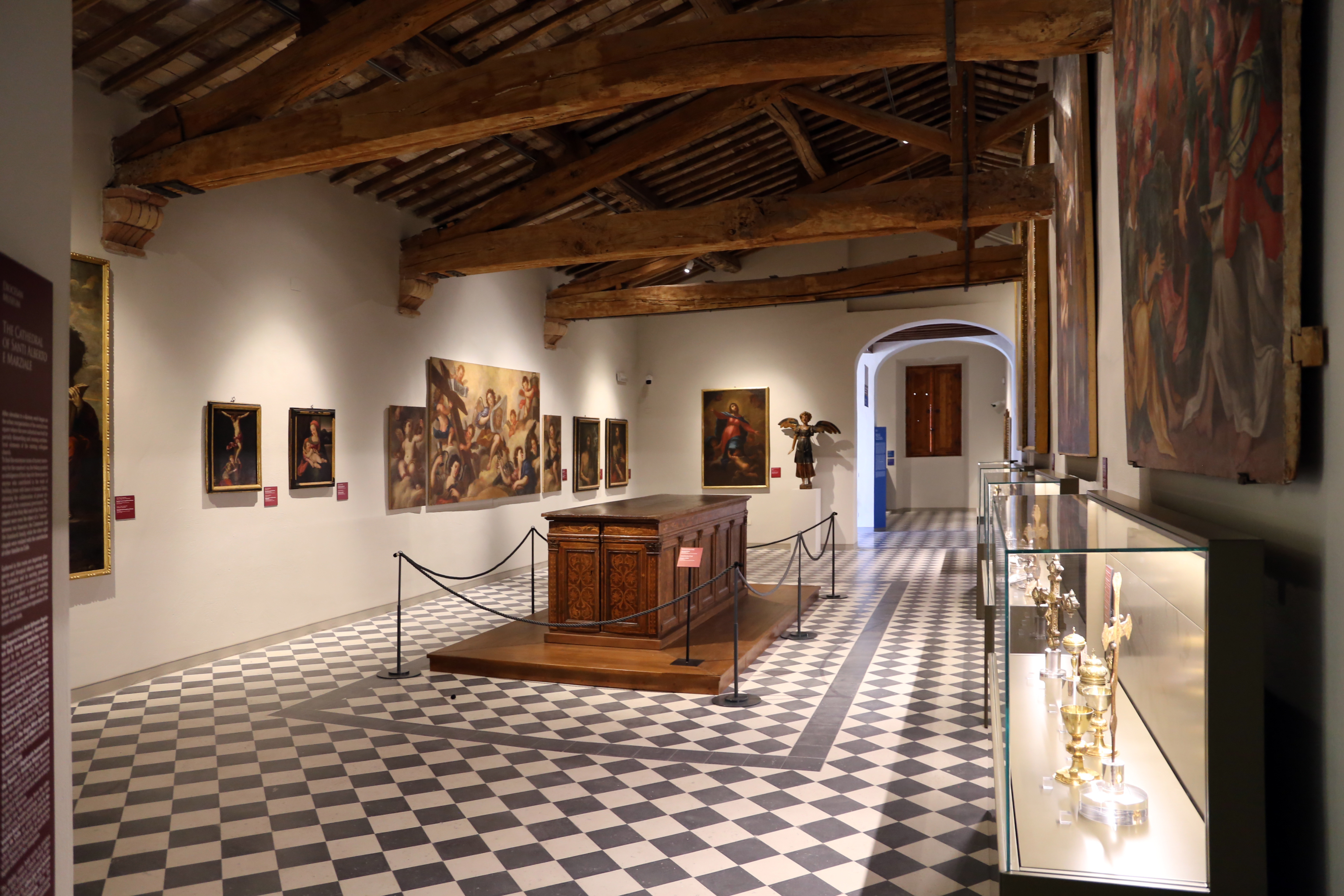
Il nuovo allestimento del Museo San Pietro, riaperto nel 2017

- Museo civico e d'arte sacra (Museo San Pietro)
- Museo archeologico Ranuccio Bianchi Bandinelli
- Museo del cristallo

#### Scuole
Oltre alla scuola dell'infanzia, a quella primaria (o scuola elementare) ed a quella secondaria di primo grado (Scuola Media inferiore “Arnolfo di Cambio"), a Colle di Val d'Elsa troviamo, tra gli Istituti d'Istruzione della Scuola secondaria di secondo grado: il Liceo Statale “Alessandro Volta”, con la sezione Scientifica, Classica e Sportiva (che collabora con la Scuola Normale Superiore di Pisa per i corsi di Orientamento Universitario) e Sportiva, il Liceo delle Scienze Socialii “San Giovanni Bosco”, con annesso Liceo Linguistico, e l'Istituto Professionale “Cennino Cennini” (con corsi per operatori nei settori elettrico e meccanico, del turismo e della moda).
Dal 2015 è presente l'Istituto Professionale Enogastronomico.

#### Università
Dal 2003, sulla base di una convenzione tra il comune di Colle, la Banca Monte dei Paschi di Siena e l'Università degli Studi di Siena, è stato istituito, il Polo Universitario Colligiano. All'inizio sede di un corso di laurea dell'Ateneo senese, ora invece sede del Centro di Ricerca Energia e Ambiente (C.R.E.A.).

### Media

#### Stampa
Nel 1843 nasce la "Società dei Curiosi della natura", per la costituzione di un museo di storia naturale. Nasce anche la biblioteca pubblica (una delle prime in Italia e antenata dell'odierna Biblioteca Comunale “Marcello Braccagni”) come biblioteca circolante collegata alla Società Operaia. Con l'affermarsi della vocazione sempre più industriale della città, Colle fu teatro di lotte sociali ed operaie anche aspre che videro la nascita di iniziative culturali e sociali importanti, come il giornale "La Martinella" che diverrà l'organo dei socialisti toscani, fino a fare di Colle il primo comune toscano (e tra i primi in Italia) a guida socialista (fu eletto sindaco il pittore e architetto Antonio Salvetti). Scontri, scioperi e repressioni si alternarono alla nascita delle leghe operaie, alle contrattazioni sindacali, ed alla nascita della coscienza di classe. A Colle di Val d'Elsa, si stampavano anche altri periodici liberali come “L'Elsa” e “La Giustizia Sociale”, che alimentavano il dibattito politico e sociale.

##### Il Selvaggio
I fermenti culturali sono continuati anche nel novecento e sono culminati con Mino Maccari che a Colle (di cui era originaria la famiglia e dove ha abitato fin da bambino) dette vita a Il Selvaggio, una pubblicazione inizialmente di stampo fascista (ma che trattò il regime sempre con spirito critico fino ad osteggiarlo) che ha dato risalto ad artisti, allora sconosciuti, che poi avrebbero fatto la storia dell'arte italiana contemporanea: da Guttuso a Soffici, da Rosai a Carrà, a De Pisis, a Morandi, per finire con lo scrittore colligiano Romano Bilenchi. 

### Letteratura
Sono state ambientate a Colle di Val d'Elsa le seguenti opere letterarie:
- La ragazza di Bube, romanzo di Carlo Cassola
- Vita di Pisto, Torino, 1931, di Romano Bilenchi
- Cronache dell'Italia meschina, ovvero Storia dei Socialisti di Colle, Firenze, 1933, di Romano Bilenchi
- Conservatorio di Santa Teresa, Firenze, 1940, di Romano Bilenchi
- Lungo le acque tranquille, Vallecchi, 1987, di Maria Luisa Fargion

Carlo Lorenzini, in arte Collodi, che è stato autore de Le avventure di Pinocchio. Storia di un burattino, dal 1837 fino al 1842 ha studiato in Seminario a Colle di Val d'Elsa per diventare prete. Il nome Pinocchio non è stato inventato di sana pianta dall'autore, in quanto a Colle di Val d'Elsa, esisteva, fin dal Medioevo, la Fonte del Pinocchio.

### Musica

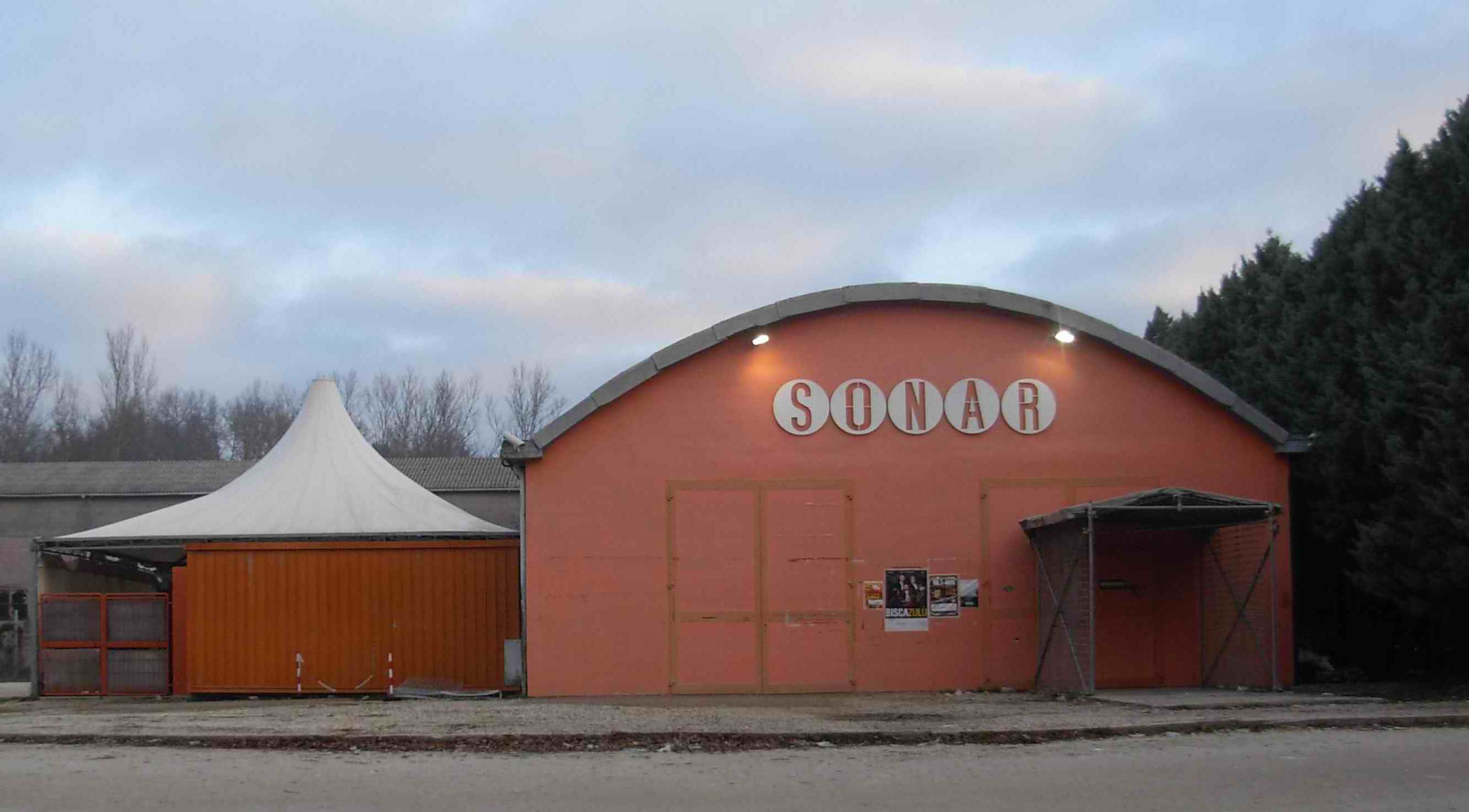
Il Sonar

- La città è sede di una scuola di musica gestita dall'Accademia dei varii che svolge la sua attività nei locali del Teatro dei Varii.
- Sono poi attivi la Corale Vincenzo Bellini, il Coro di San Marziale, la Corale di San Bartolomeo ed il Coro Don Bosco.
- L'orchestra A.D.A.M. (Associazione Dilettanti Amici della Musica) è nata nel 1974 e, oltre ad esibirsi in proprio, accompagna le esibizioni della Corale Vincenzo Bellini.
- la Filarmonica Vincenzo Bellini è il corpo bandistico di Colle di Val d'Elsa; nato nel XIX secolo (le prime notizie si hanno nel 1851), oltre a tenere concerti in proprio, accompagna da sempre le manifestazioni civili e religiose della città.
- Il Gruppo Ricreativo Giovanile "La Badia" nasce come associazione di giovani appassionati di musica all'inizio degli anni novanta del XX secolo.
- la Casa della Musica, situato nella frazione di Gracciano, è un centro polivalente realizzato dall'amministrazione comunale che vuole essere un centro aggregativo per i giovani dove si può fare ed ascoltare musica.
- Numerosi sono i gruppi musicali locali; tra questi meritano una citazione i Rato Blanco e le Cleopatras, un gruppo nel panorama Techno Punk, Garage e Surf interamente al femminile.

### Teatro
Rassegne teatrali si svolgono presso il teatro del Popolo e presso il teatro dei Varii, con rassegne di teatro sperimentale e d'avanguardia.
Rappresentazioni occasionali invece si svolgono presso il Cinema Teatro Sant'Agostino.
L'Associazione TheatriKos, Centro Ricerca Teatro Arti e Culture, nata a Milano nel 1993 è attiva a Colle di Val d'Elsa dal 2001 nel settore della sperimentazione teatrale e di altre forme artistiche.
Sono attive tre compagnie teatrali di attori dilettanti, il Gruppo Teatrale Francesco Campana (nato nel 1971 ed impegnato in un repertorio in vernacolo, soprattutto di tradizione fiorentina), ed i Teatranti Colligiani (il gruppo è nato nel 1995 ed ha con repertorio più classico in lingua italiana di commedie brillanti e comiche di autori sia italiani sia stranieri), nel capoluogo e l'Accademia dei Rintronati nella frazione di Quartaia.

### Cinema
Sono tre le sale cinematografiche di Colle di Val d'Elsa: il cinema teatro del Popolo, cinema teatro Sant'Agostino ed il teatro dei Varii. In estate le proiezioni cinematografiche si svolgono anche presso l'Arena della Piscina Olimpica.
A Colle di Val d'Elsa sono state girate diverse scene di film, fra cui:
- Campo di maggio, regia di Giovacchino Forzano (1935)
- Il deportato, regia di Robert Siodmak (1950)
- La ragazza del Palio, regia Luigi Zampa (1957) con Diana Dors, Vittorio Gassman, Franca Valeri, Tina Lattanzi, Bruce Cabot, Teresa Pellati, Enrico Viarisio, Nando Bruno, Ronaldo Bonacchi
- Ritratto di donna velata, (originale televisivo del 1974/1975 per la regia di Flaminio Bollini con Nino Castelnuovo);
- Il minestrone, regia di Sergio Citti (1981)
- Con gli occhi chiusi, regia di Francesca Archibugi (1994)
- Cari fottutissimi amici, regia di Mario Monicelli (1994)
- L'ombra della sera, film per la televisione, diretto da Cinzia TH Torrini (1994)
- Prima la musica, poi le parole, regia di Fulvio Wetzl (1998) con Anna Bonaiuto, Jacques Perrin, Andrej Chalimon
- Dal Paradiso cortometraggio regia di Giovanni Cioni (2006)
- Cavalli, regia Michele Rio (2011) con Vinicio Marchioni, Michele Alhaique, Giulia Michelini, Duccio Camerini, Luigi Fedele
- The Face of an Angel, regia Kate Beckinsale (2014) con Daniel Brühl, Cara Delevingne, Kate Beckinsale[20].

### Eventi
Molti sono gli eventi e le manifestazioni che vengono organizzati ogni anno a Colle di Val d'Elsa.
Cristallo tra le mura

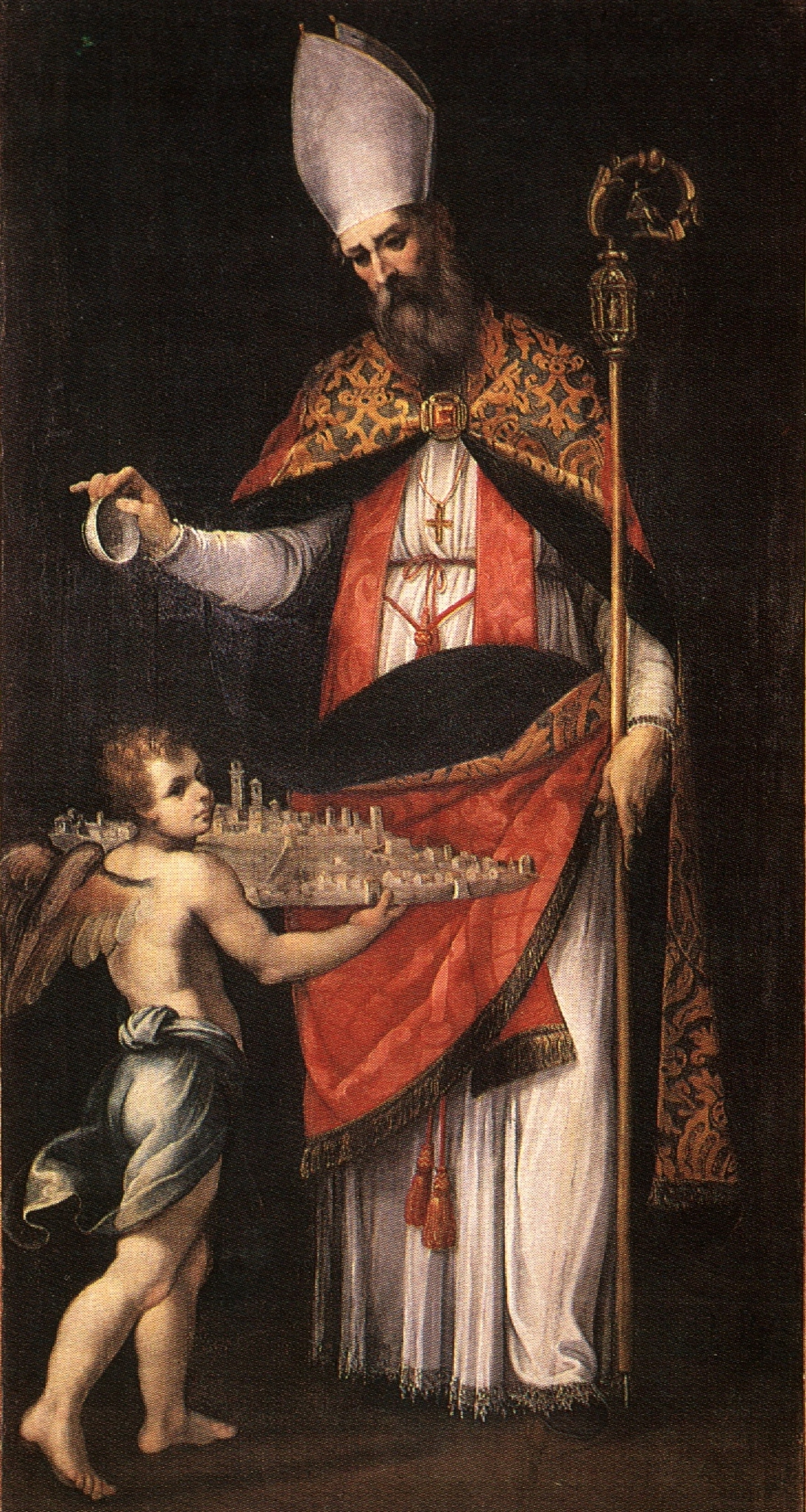
San Marziale benedice la città di Colle in una tela del 1500 di Simone Ferri

Tutti gli anni, in settembre, durante i primi tre fine settimana, si svolge la manifestazione "Cristallo tra le mura", mostra del cristallo colligiano, giunta, nel 2007 alla 30ª edizione. Durante la manifestazione, che si svolge nel centro storico, dimostrazioni pratiche di lavorazione a caldo del cristallo, lavorazione a freddo del cristallo, intaglio, molatura, incisione, incisione su stampi per cristallo, lavorazioni orafe su cristallo, esposizioni di pezzi, esposizioni e proiezioni tematiche, degustazione comparata dei vini, degustazioni itineranti e apertura straordinaria dei musei cittadini.
Concorso "Primo presepe Arnolfo di Cambio"
Al fine di valorizzare il presepe come simbolo di pace e di fratellanza fra i popoli, ogni anno la Pro Loco di Colle di Val d'Elsa, con il patrocinio del Comune, organizza, dal 2004, una mostra di presepi collegata al concorso Primo Presepe di Arnolfo di Cambio Archiviato il 29 settembre 2020 in Internet Archive., dal nome dell'insigne scultore ed architetto che ebbe i natali a Colle di Val d'Elsa e che, tra il 1290 e il 1292, eseguì nella basilica di San Giovanni in Laterano a Roma il primo presepe scolpito della storia.
LiberaCollArte
La manifestazione LiberaCollArte, che si svolge all'inizio di settembre, è nata per rappresentare al meglio il consolidato rapporto tra amministrazione comunale e associazioni artistiche, culturali, di volontariato e di artigianato che operano nella città. La kermesse, si svolge nella parte bassa della città, con installazioni artistiche, musicisti ed artisti di strada, concerti di gruppi musicali, espositori di artigianato locale ed internazionale, rappresentazioni teatrali, e spazi dedicati alle più varie espressioni in campo artistico e culturale. La kermesse, che si svolge dal mattino sino a notte inoltrata, si conclude con un concerto finale al quale hanno partecipato anche artisti importanti come la Bandabardò, Max Gazzè e gli Afterhours, Roy Paci e Aretuska.
Fiera degli uccelli
La fiera (anche nota come fiera di San Matteo) si tiene il 21 settembre, ha origini risalenti al XIII secolo) e rappresentava l'appuntamento annuale con il mondo contadino e dei cacciatori. Oltre al mercato vi sono stands espositivi di artigianato e gastronomia, dimostrazioni dal vivo dei "fischiatori" che imitano alla perfezione il canto degli uccelli.
Arte all'Arte
La manifestazione, curata dall'Associazione Arte Continua di San Gimignano in collaborazione con la Regione Toscana, vuole promuovere l'arte contemporanea in tutte le sue forme; il progetto che interessa diversi comuni della provincia senese tra cui Colle di Val d'Elsa, Buonconvento, Poggibonsi, San Gimignano e Siena vede coinvolti artisti di fama internazionale; gli artisti che hanno interessato il territorio di Colle di Val d'Elsa troviamo Sol LeWitt, Ilya Kabakov, Tobias Rehberger, Alberto Garutti, Cai Guo-Qiang, Marisa Merz, Jimmie Durham, Tadashi Kawamata.

## Geografia antropica

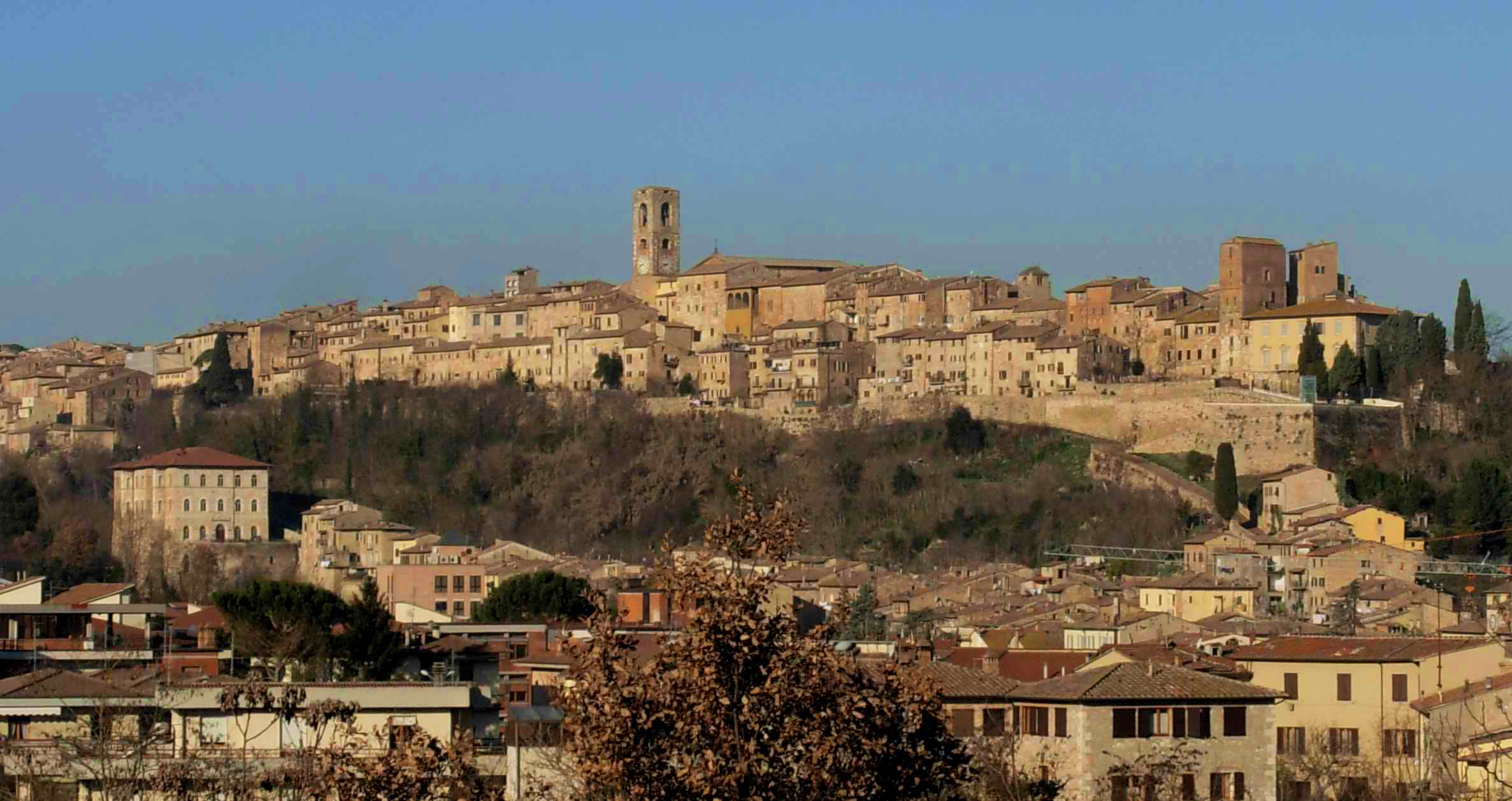
Panorama del centro storico

Colle di Val d'Elsa presenta una conformazione urbanistica particolare. Il centro storico si è formato dall'unione del terzo di Castello con il terzo di Santa Caterina ed a questi si aggiungeva il Piano (il Borgo San Iacopo) nella parte bassa della città. I terzi nati e fortificati in tempi diversi avevano dato luogo a una serie di cinte murarie, di cui rimane solamente la parte di castello mentre della restante cinta muraria è visibile solamente qualche traccia tra le abitazioni. Lungo la cinta muraria si aprivano una serie di porte.
Nel Castello: la Porta a Ripa (in corrispondenza del Palazzo Campana) e la Porta al Canto (demolita nel 1876, sopra Il Baluardo); nel Borgo di Santa Caterina: la Porta Passerina (di lato al Palazzo Campana sulla via sottostante), la Porta Fontanelle (di fronte alla Chiesa di Santa Caterina), la porta Selva (distrutta nel 1479 adiacente alla porta Nova), la porta Vecchia (in prossimità del torrione e dell'attuale Porta Nuova) e la porta Nova (ancora esistente che ha sostituito la porta Vecchia); nel Piano erano invece ubicate la porta Vallisbona (demolita nel 1820, all'interno della cinta muraria nell'attuale Piazza Bartolomeo Scala), la porta Fiorentina (demolita nel 1880, tra le attuali Via Botroni e Via Cesare Battisti), la porta Oliviera (demolita nel 1820, all'interno della cinta muraria tra le attuali Via Mazzini e Via dei Fossi), la porta Orlandi (all'interno della cinta muraria nell'attuale Via delle Carbonaie), la porta Riccia (anch'essa interna, demolita nel 1835 ed ubicata nell'attuale Viale Matteotti) e la porta Guelfa (tuttora esistente ed ubicata alla congiungimento tra Via Garibaldi, Viale Matteotti e Via della Pieve in Piano, vicino alla Chiesa di Sant'Agostino).
Nella parte alta della città, troviamo la suggestiva Via del Castello, che si apre con l'arco rinascimentale di Palazzo Campana che permette l'accesso a quello che una volta era chiamato il Castello di Piticciano. Nel cuore di Colle si trovano numerosi edifici medievali e rinascimentali di grande valore artistico, come il Palazzo del Capitano (poi Palazzo Luci), il Palazzo Morozzi, il Palazzo Giusti, il Palazzo Dini, il Palazzo del Comune o dei Priori, il Palazzo Pretorio. Nei pressi di Piazza del Duomo di lato alla cattedrale, si trova il Palazzo del Podestà, che oggi ospita il Museo Archeologico intitolato all'archeologo "Ranuccio Bianchi Bandinelli". Proseguendo per Via Francesco Campana troviamo altri significativi palazzi patrizi di epoca medievale e rinascimentale, come il Palazzo Renieri, il Palazzo Buoninsegni, il Palazzo Apolloni, il Palazzo Palazzuoli, il Palazzo Ceramelli e il Palazzo Portigiani, un edificio tardo-rinascimentale che ospita l'attuale sede comunale. Nella parte alta di Colle erano anche numerose le torri sui palazzi delle famiglie più in vista ma attualmente, ne rimangono, oltre alla torre del Duomo, solo due, quella di Arnolfo e quella dirimpettaia dei Pasci; delle altre sono visibili solo i tronconi addossati ai palazzi, come per la torre del Comune svettante sul Palazzo Pretorio.

### Frazioni
- Bibbiano (218 m s.l.m., 56 abitanti)
- Borgatello (247 m s.l.m., 274 abitanti)
- Campiglia dei Foci (242 m s.l.m., 929 abitanti)
- Castel San Gimignano (377 m s.l.m., 172 abitanti)[30]
- Collalto (259 m s.l.m., 39 abitanti)
- Le Grazie (241 m s.l.m., 1 170 abitanti)
- Mensanello (247 m s.l.m., 27 abitanti)
- Quartaia (266 m s.l.m., 487 abitanti)
- Gracciano (173 m s.l.m., 6000 abitanti)

### Altre località del territorio
Nel territorio comunale di Colle di Val d'Elsa si trovano numerose località. Le più rilevanti sono: Boscona, Buliciano, Coneo, Dometaia, Lano, Le Ville, Montegabbro, Molino d'Aiano, Onci, Partena, Paurano, Sant'Andrea e Scarna.

#### Località isolate
- La fattoria di Cercignano si trova poco distante dall'abbazia di Santa Maria Assunta a Conèo. L'annessa villa padronale, risalente al Cinquecento, è monumento nazionale. Presenta un ampio giardino e una piccola cappella. È appartenuta all'umanista e riformatore Aonio Paleario. È oggi sede di una struttura agrituristica.
- Sulla strada che da Colle di Val d'Elsa conduce a Siena, poco dopo l'abitato della città valdelsana, sorge, dopo la salita degli Ulivelli, il Convento dei Cappuccini, protetto da un muro di cinta. Il convento fu fondato nel 1646, dopo che fu abbandonato quello preesistente nella piana di San Marziale, a sua volta sorto nel 1574. Il Convento comprende una chiesa ed un chiostro e diverse costruzioni, case coloniche e strutture per gli ospiti. Poco distanti, nella Valle d'Oro, la villa e la fattoria di Paterna.
- Mugnano è una località del comune di Colle di Val d'Elsa che sorge sulla destra della strada che conduce da Colle a Volterra, dopo la frazione di Campiglia dei Foci. Originariamente faceva parte del territorio di Volterra e doveva essere un Castello. Le prime notizie risalgono al 970 quando in un documento redatto nel Castello di Mugnano, veniva stipulata una compravendita con acquirente il marchese Ugo. Successivamente, nel 1226, Mugnano non compare più come Castello ma come semplice villa e più tardi ancora come semplice località. Nel luglio 1227, con il patto di pace tra San Gimignano e Colle, Mugnano e le terre intorno vengono riconosciute al Comune di Colle. Attualmente il nucleo abitativo principale è adibito a struttura ricettiva turistica.
- Galognano si trova nei pressi dell'ingresso di Colle di Val d'Elsa sud dell'Autostrada del Palio, al confine con il comune di Poggibonsi, segnato dal Borro di Lisoia. Le prime notizie della località di Galognano e della chiesa di Sant'Ansano, ivi ubicata, risalgono all'XI secolo. Era un insediamento agricolo posto alle dipendenze del monastero di San Michele in Marturi a cui sarebbe stata offerta dal marchese Ugo. Tale appartenenza appare anche successivamente, nel 1220 in un documento dove si nomina Bernardo, come rettore della chiesa, e nel 1228, quando papa Gregorio IX confermava al monastero di San Michele in Marturi i diritti sulla zona, su cui, comunque, vantavano diritti anche dei privati. In seguito dovettero verificarsi alcuni contrasti sulla giurisdizione, anche con la diocesi di Volterra, tanto da dover ricorrere, nel 1315 alla mediazione di papa Clemente V. Nel 1378 alcuni appezzamenti di terreno vennero poi donati, dai Nobili di Picchena, ai francescani di Colle. Il ritrovamento, in località Pian dei Campi, di un calice d'argento con un'iscrizione («+ HUNC CALICE (M) PUSUET HIMNIGILDA AECLISIAE GALLUNIANI») farebbe poi datare l'esistenza dell'insediamento abitativo e della chiesa al VI secolo, in epoca longobarda. Il reperto è conservato presso il Convento di San Lucchese. La villa turrita di Galognano e le terre intorno furono poi acquistate, nel corso del XV secolo, dalla Famiglia della Rena.
- Villa Belvedere, in prossimità dello svincolo di Colle di Val d'Elsa sud dell'Autostrada del Palio che collega Siena a Firenze, è un'antica villa gentilizia del 1700. I tre piani della villa sono contornati da un parco/giardino. È stata la residenza della famiglia dei conti Ceramelli, già presente in Colle di Val d'Elsa nel 1500 e più volte assurti alle maggiori cariche cittadine. Nella villa hanno dimorato anche alcuni granduchi di Toscana, tra cui Ferdinando III, arciduca d'Austria, nel 1820, e Leopoldo II nel 1845. Tra gli ultimi proprietari il conte Enrico Ceramelli Papiani (Colle di Val d'Elsa, 1896 - Firenze, 1976), che si è dedicato alla ricerca araldica ed il cui materiale è oggi conservato presso l'Archivio di Stato di Firenze. La villa è oggi adibita a struttura ricettiva turistica.

## Economia
L'economia di Colle di Val d'Elsa poggia sull'industria terziaria. Dal lato manifatturiero la città è molto attiva nel settore del cristallo, nel quale è a vertici nazionali ed internazionali, e riceve una grande spinta dal turismo, grazie al centro storico e alla posizione strategica al centro della Toscana, vicino a importanti mete turistiche come Siena, Firenze, San Gimignano e Volterra.
In passato l'attività principale era l'agricoltura. Il sorpasso del numero degli addetti all'industria su quello degli addetti all'agricoltura avvenne nel 1951.
Situata lungo la Via Francigena è a partire dal XII e XIII secolo che Colle si sviluppa economicamente e vede fiorire, grazie anche alle gore, canali artificiali tuttora esistenti che, alimentati dalle acque del fiume Elsa, portavano energia motrice ai molini, alle numerose cartiere ed alle altre attività manifatturiere. Le gore hanno quindi favorito lo sviluppo di tutte le attività industriali fino a pochi decenni fa.
Nel periodo Mediceo, perse di consistenza l'industria della lana, e si sviluppò l'agricoltura con la bonifica di terreni e l'utilizzo di quelli prima destinati al pascolo. Molto importante è stato il settore della carta sia dal punto di vista economico sia dal punto di vista culturale. A Colle si stampavano libri di ogni genere già a partire dal 1400, anche per conto di studiosi ed Università importanti come quelle di Pisa e Firenze. Dopo le distruzioni dovute all'assedio del 1479, l'arte della stampa subisce un brusco stop per riprendersi solo successivamente (verso la fine del Settecento) mentre l'industria della carta si riprende prontamente: alla metà del Settecento le cartiere erano 18 ed aumentarono, alla fine del secolo, a 23. Per oltre due secoli alcune cartiere hanno avuto il monopolio regionale della produzione di carta da bollo. Poi il numero delle cartiere si è gradatamente ridotto soprattutto per l'eliminazione dei privilegi.
Alle porte dell'era contemporanea la produzione cartaria è stata soppiantata dalle nuove industrie del ferro e del vetro, attività che assursero a dimensioni tali da far definire Colle, alternativamente, come la Biella della Toscana (la definizione è del ministro Luigi Luzzatti, in visita a Colle di Val d'Elsa nel 1872) o la Boemia d'Italia.
Nel 1820, per iniziativa del francese François Mathis, nasce la prima vetreria dell'epoca moderna, mentre nel 1855, per iniziativa di Stefano Masson, un savoiardo trapiantato a Colle, nascono le Ferriere Masson.
Nel 1870 il comune di Colle contava circa 8.500 abitanti e di questi oltre 1.400 erano impiegati nell'industria e nelle imprese artigianali. Colle diventa quindi uno dei maggiori centri industriali della Toscana Le Ferriere Masson danno lavoro a centinaia di operai e sono uno dei principali poli siderurgici della Regione. Il comparto vetrario che dal Mathis era nel frattempo passato nelle mani di un industriale boemo, G. B. Schmid, ha uno sviluppo continuo, grazie soprattutto all'abilità dei maestri vetrai che si faranno valere in campo nazionale. Nasce in quegli anni un'altra azienda storica, la Fonderia Bertini, vi sono cartiere, lanifici, pastifici, ceramiche e nascono aziende che operano in tanti altri settori.
Le esigenze delle industrie fanno nascere la “Banca Popolare di Colle” nel 1868 e la Scuola Professionale nel 1874, che ha enormemente contribuito a formare maestranze ed imprenditori anche fuori da Colle di Val d'Elsa e che è tuttora attiva.
Alla fine dell'Ottocento l'industria colligiana vive un periodo di crisi dovuto alla carenza di manodopera specializzata ed alla mancanza del necessario rinnovamento. A ciò si aggiungevano il sospetto con il quale i danarosi proprietari terrieri vedevano gli investimenti nell'industria e l'insufficiente collegamento alla rete dei trasporti (stradali e ferroviari) ed il timore della ricca borghesia ad intraprendere attività industriali in considerazione delle lotte operaie che iniziavano proprio in quegli anni. È del 1873 il primo sciopero a Colle di Val d'Elsa, dovuto alla minacciata riduzione delle paghe nella Ferriera Masson; numerosi erano anche gli infortuni sul lavoro.
Anche all'inizio del XX secolo a Colle di Val d'Elsa, come nel resto del territorio nazionale, esplodono le lotte operaie dovute soprattutto alla paura che la sempre maggiore introduzione della meccanizzazione avrebbe portato a una massiccia disoccupazione; in più si inserirono le rivendicazioni salariali portate avanti dalla manodopera specializzata come erano i maestri vetrai.
La fase di sviluppo industriale subisce poi un brusco colpo per la chiusura delle Ferriere, avvenuta nel 1905, e per le corpose ristrutturazioni delle vetrerie cittadine.
Solo a partire dal 1921 con la Vetreria Boschi e la nascita di numerose altre attività artigianali ed industriali l'economia colligiana tornerà ad espandersi, pur con alti e bassi, dovuti anche alla crisi nel periodo tra le due guerre ed alla seconda guerra mondiale stessa.
Nel dopoguerra (negli anni1947/48) 1.500 risultano impiegate nelle 43 industrie cittadine (di queste oltre 500 nella sola Vetreria Boschi) e ben 180 sono le imprese artigiane.
Con la chiusura delle “Vetrerie Boschi” nel 1953, la situazione occupazionale della città si aggrava (nel 1951 erano ben 1.100 i disoccupati) e per sanarla non bastavano i successi del Lanificio Canovai, delle Officine Bertini e della Ceramica Vulcania, come di altre aziende cittadine.
Contestualmente alla chiusura delle “Vetrerie Boschi” si ha però la nascita di altre aziende vetrarie, come la VITAC, la VAV e la CALB, cui se ne aggiunsero altre nel prosieguo del tempo.
Sarà infatti soprattutto la produzione del vetro prima e del cristallo poi, a caratterizzare l'attività industriale di Colle di Val d'Elsa che oggi è diventata la vera “Città del Cristallo” con circa il 15% di tutta la produzione mondiale ed oltre il 95% di quella italiana. Per l'importanza che riveste il settore è stato istituito il Museo del cristallo, unico nel suo genere in Italia.
Dal 1987 fa parte dei "100 Comuni della Piccola Grande Italia".
Il centro è stato inserito nell'elenco delle Città del Bio e delle Città del Vino.

## Infrastrutture e trasporti
Colle di Val d'Elsa si trova al centro della Toscana, a 20 km da Siena ed a circa 40 km da Firenze.

### Ferrovie
La città è stata collegata dal 1885 al 1987 con Poggibonsi con una breve linea di circa 8 Km. Dopo che il servizio passeggeri era già cessato nel 1982, rimase attivo il traffico merci fino al 1987. In quegli anni iniziarono i lavori per un collegamento diretto con Poggibonsi e Siena, interrottii metà anni '80. Il tracciato della ferrovia era molto tortuoso con due curve di raggi di 100 m., dentro il tessuto urbano di Colle di Val d'Elsa, fra le più strette d'Italia. Un primato riguardo alla lentezza: per percorrere 8 km. gli ultimi treni passeggeri impiegavano 25 minuti.
Le stazioni più vicine si trovano a Siena e Poggibonsi sulla Linea ferroviaria Empoli-Chiusi.

### Scalo aereo
Gli aeroporti più vicini sono quelli di Firenze, di Pisa e quello di Siena.
Presso Mensanello lungo la Strada statale 541 Traversa Maremmana, in direzione Grosseto nel Pian dell'Olmino, vi è l'Aviosuperficie Mensanello.

### Strade
Colle di Val d'Elsa si trova sul Raccordo autostradale Firenze-Siena: vi sono due svincoli, Colle di Val d'Elsa Nord, recentemente ammodernata al fine di consentire l'ingresso e l'uscita in e da entrambe le direzioni, e Colle di Val d'Elsa Sud. È, quindi, facilmente raggiungibile la Autostrada A1 al casello di Firenze Impruneta. Il collegamento da e per la costa avviene attraverso la ex Strada statale 68 di Val Cecina, ora Strada Regionale 68, che raggiunge Volterra e termina a Cecina.

### Mobilità urbana
La città è collegata con autobus di linea con Firenze e Siena e numerosi sono i collegamenti giornalieri. Altri collegamenti con autobus di linea sono attivi da e per Volterra, San Gimignano, Casole d'Elsa e Radicondoli. Vi sono inoltre collegamenti con le maggiori località italiane (tra cui Roma, Milano, Puglia e la Sicilia).
I trasporti urbani sono stati gestiti dalla società Tiemme Toscana Mobilità, e dal 2021 da Autolinee Toscane.

## Amministrazione
Di seguito è presentata una tabella relativa alle amministrazioni che si sono succedute in questo comune.
| Periodo          | Periodo          | Primo cittadino          | Partito                                                        | Carica              | Note   |
| ---------------- | ---------------- | ------------------------ | -------------------------------------------------------------- | ------------------- | ------ |
| 1864             | 1867             | Marziale Dini            |                                                                | Sindaco             |        |
| 1868             | 1870             | Carlo Ceramelli          |                                                                | Sindaco             |        |
| 1871             | 1873             | Marziale Dini            |                                                                | Sindaco             |        |
| 1874             | 1881             | Carlo Ceramelli          |                                                                | Sindaco             |        |
| 1882             | 1893             | Giuseppe Lepri           |                                                                | Sindaco             |        |
| 1893             | 1894             | Leonardo Dini            |                                                                | Sindaco             |        |
| 1895             | 1896             | Giuseppe Giacchi         |                                                                | Sindaco             |        |
| 1896             | 1897             | Leonardo Dini            |                                                                | Sindaco             |        |
| 1897             |                  | Antonio Salvetti         |                                                                | Sindaco             |        |
| 1898             |                  | Vittorio Meoni           |                                                                | Sindaco             |        |
| 1898             | 1910             | Teofilo Giunti           |                                                                | Sindaco             |        |
| 1911             | 1914             | Vittorio Meoni           |                                                                | Sindaco             |        |
| 1914             | 1915             | Vincenzo Arturo Forconi  |                                                                | Sindaco             |        |
| 1915             | 1916             | Luigi Ceramelli          |                                                                | Sindaco             |        |
| 1916             | 1918             | Alfonso Lepri            |                                                                | Sindaco             |        |
| 1919             | 1920             | Pietro Ciacci            |                                                                | Sindaco             |        |
| 1920             | 1922             | Spartaco Cardinali       |                                                                | Sindaco             |        |
| 1922             | 1923             | Gragnoni                 |                                                                | Comm. straordinario |        |
| 1923             | 1925             | Crispino Meoni           |                                                                | podestà             |        |
| 1926             | 1927             | Forconi                  |                                                                | Comm. straordinario |        |
| 1927             | 1929             | Crispino Meoni           |                                                                | podestà             |        |
| 1929             | 1930             | Umberto Petragnani       |                                                                | Comm. straordinario |        |
| 1930             | 1931             | Alfonso Giacchi          |                                                                | Comm. straordinario |        |
| 1932             | 1935             | Ferdinando Ciani         |                                                                | Comm. straordinario |        |
| 1935             | 1940             | Nello Susini             |                                                                | podestà             |        |
| 1941             | 1943             | Archimede Callaioli      |                                                                | Comm. straordinario |        |
| 1943             |                  | Enrico Ceramelli Papiani |                                                                | Comm. straordinario |        |
| 1944             |                  | Ottavio Migliorini       |                                                                | Comm. straordinario |        |
| 1944             | 1948             | Egidio Pierini           |                                                                | Sindaco             |        |
| 1948             | 1951             | Virgilio Cambi           |                                                                | Sindaco             |        |
| 1951             | 1956             | Donato Fusi              | Partito Comunista Italiano                                     | Sindaco             |        |
| 1956             | 1967             | Floro Bruni              | Partito Comunista Italiano                                     | Sindaco             |        |
| 1967             | 1980             | Enzo Sammicheli          | Partito Comunista Italiano                                     | Sindaco             |        |
| 1980             | 1985             | Paolo Canocchi           | Partito Comunista Italiano                                     | Sindaco             |        |
| 18 giugno 1985   | 31 maggio 1990   | Paolo Canocchi           | Partito Comunista Italiano                                     | Sindaco             | [ 32 ] |
| 31 maggio 1990   | 14 dicembre 1992 | Paolo Canocchi           | Partito Comunista Italiano, Partito Democratico della Sinistra | Sindaco             | [ 32 ] |
| 22 dicembre 1992 | 24 aprile 1995   | Roberto Donati           | Partito Democratico della Sinistra                             | Sindaco             | [ 32 ] |
| 24 aprile 1995   | 14 giugno 1999   | Marco Spinelli           | Partito Democratico della Sinistra                             | Sindaco             | [ 32 ] |
| 14 giugno 1999   | 14 giugno 2004   | Marco Spinelli           | centro-sinistra                                                | Sindaco             | [ 32 ] |
| 14 giugno 2004   | 8 giugno 2009    | Paolo Brogioni           | centro-sinistra                                                | Sindaco             | [ 32 ] |
| 8 giugno 2009    | 9 giugno 2014    | Paolo Brogioni           | centro-sinistra                                                | Sindaco             | [ 32 ] |
| 9 giugno 2014    | 10 giugno 2019   | Paolo Canocchi           | Su Per Colle                                                   | Sindaco             |        |
| 10 giugno 2019   | 24 giugno 2024   | Alessandro Donati        | Colle in Comune                                                | Sindaco             |        |
| 24 giugno 2024   | in corso         | Piero Pii                | Lista civica                                                   | Sindaco             |        |

### Gemellaggi
- Bir Ganduz

## Sport
Molteplici le associazioni sportive presenti sul territorio colligiano, che si avvalgono di adeguati impianti sportivi.

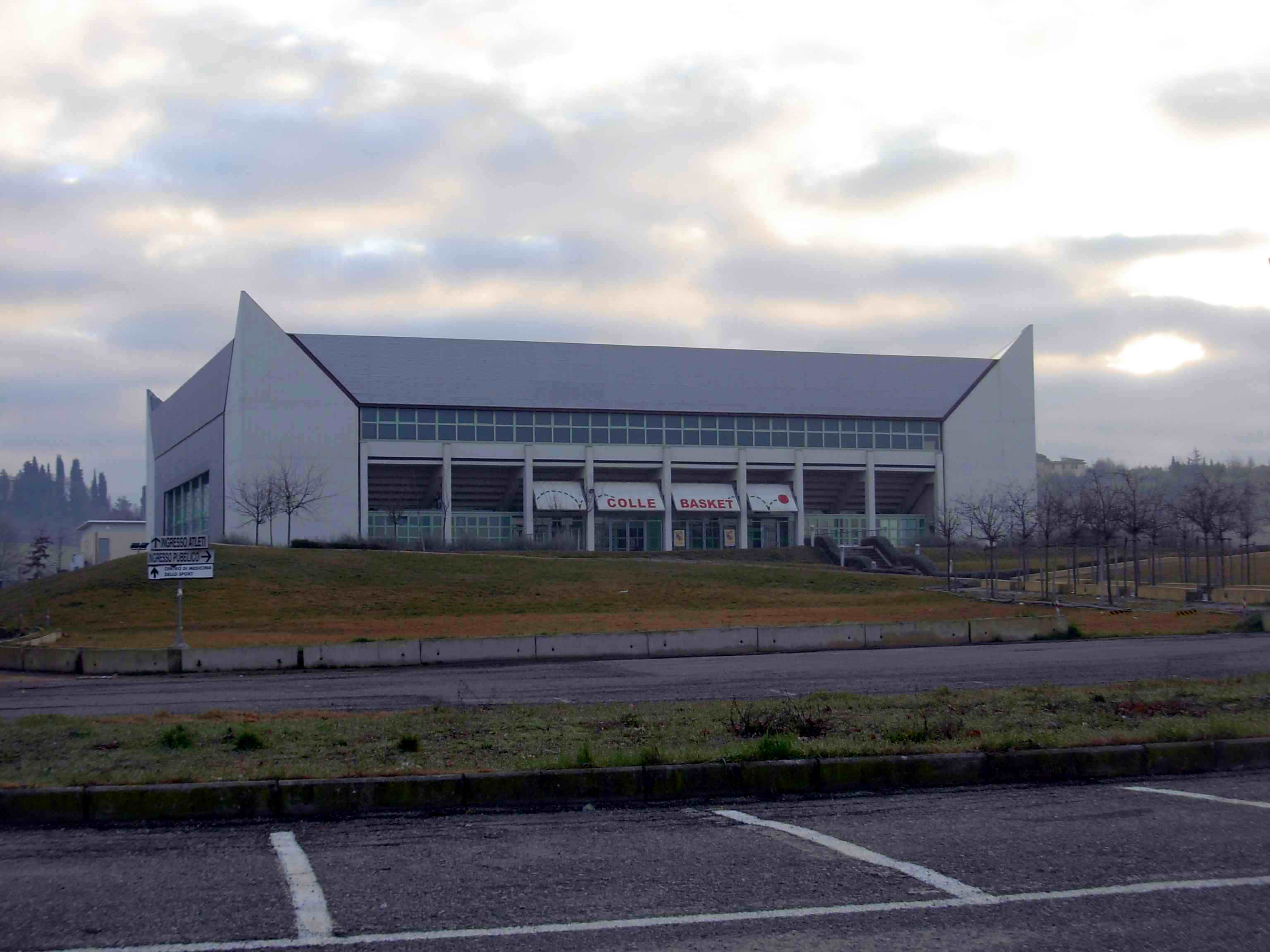
Il Palazzetto dello Sport: il PalaFrancioli

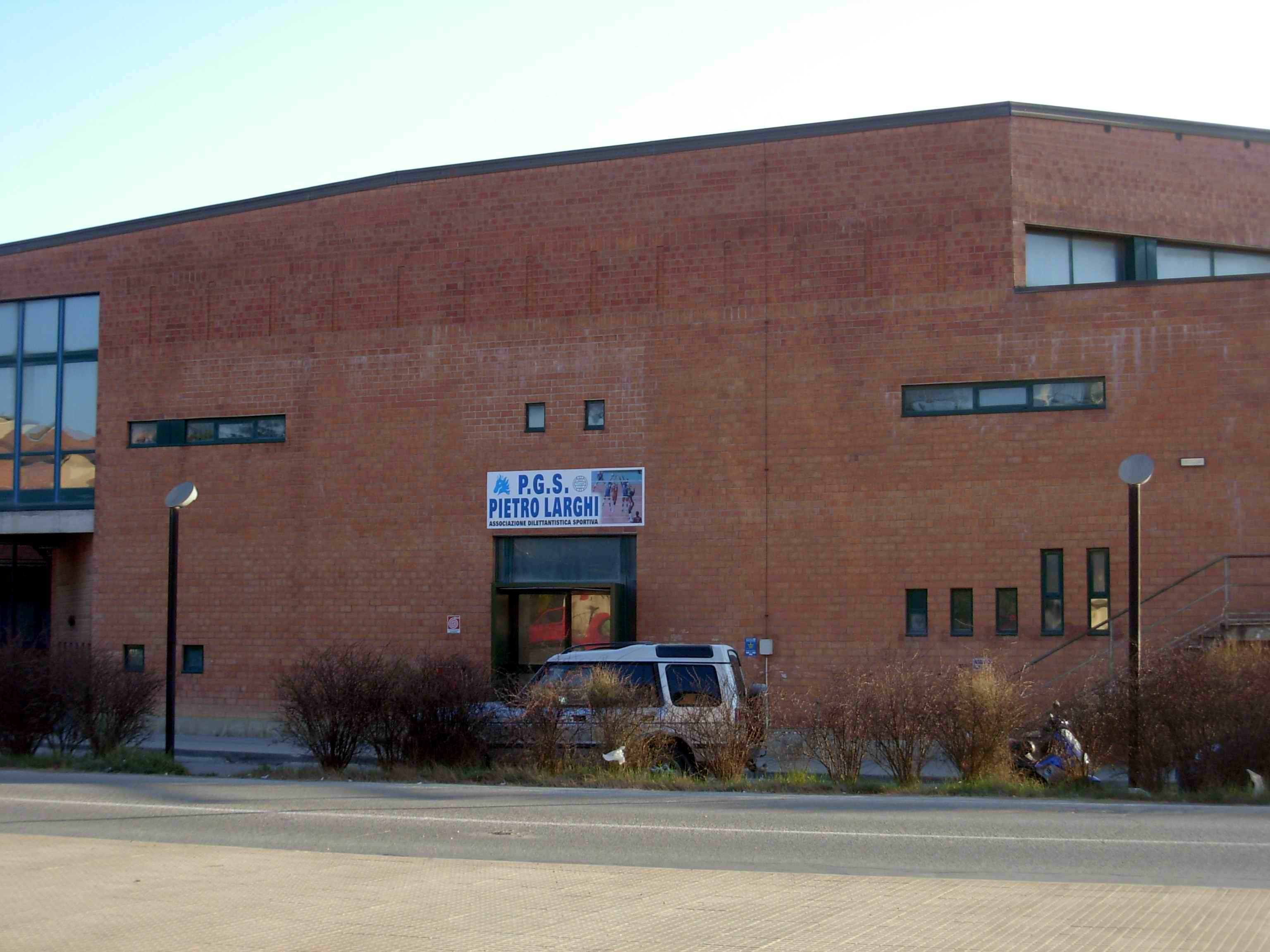
Il Palazzetto dello Sport di Viale dei Mille

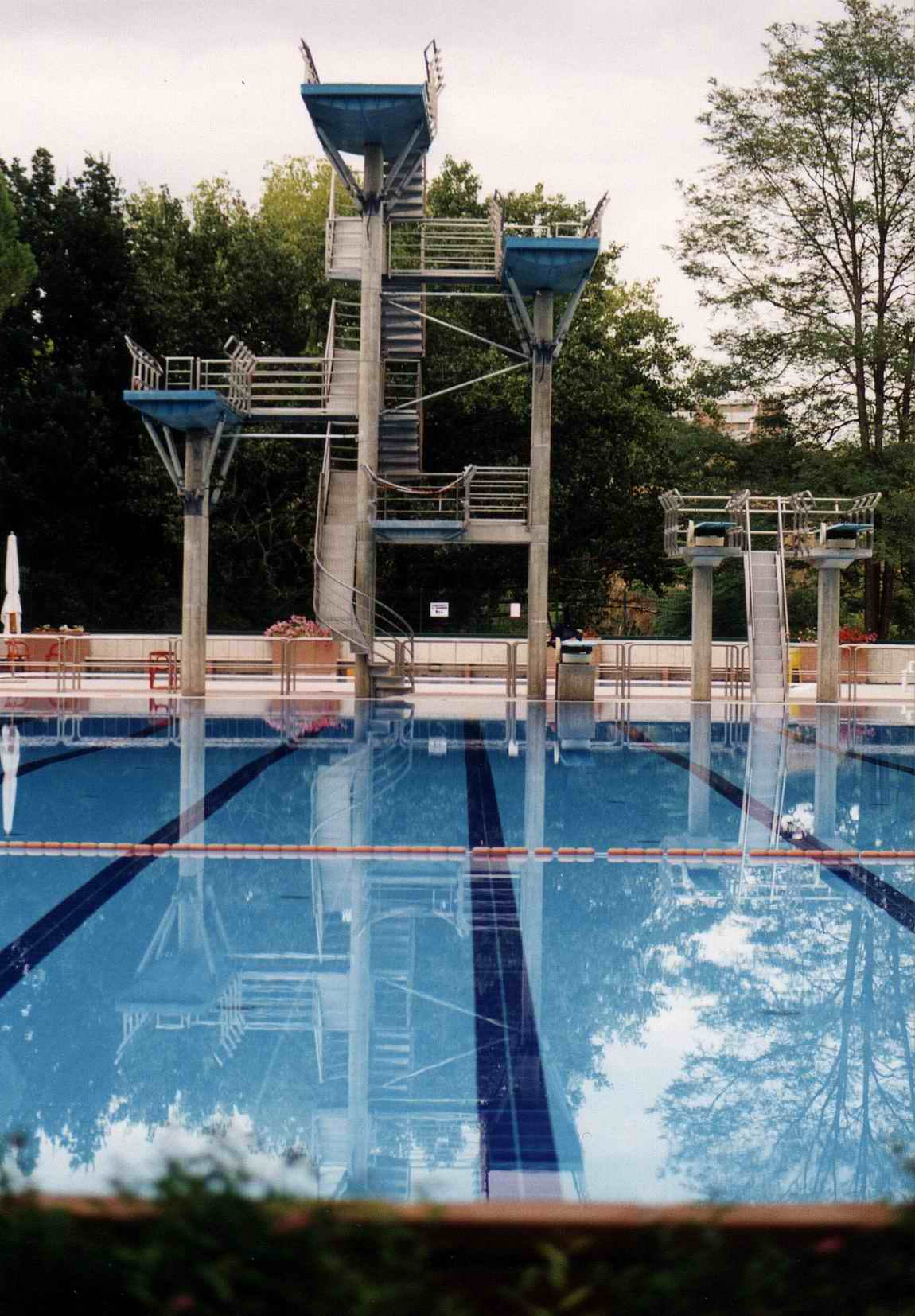
la Piscina Olimpia

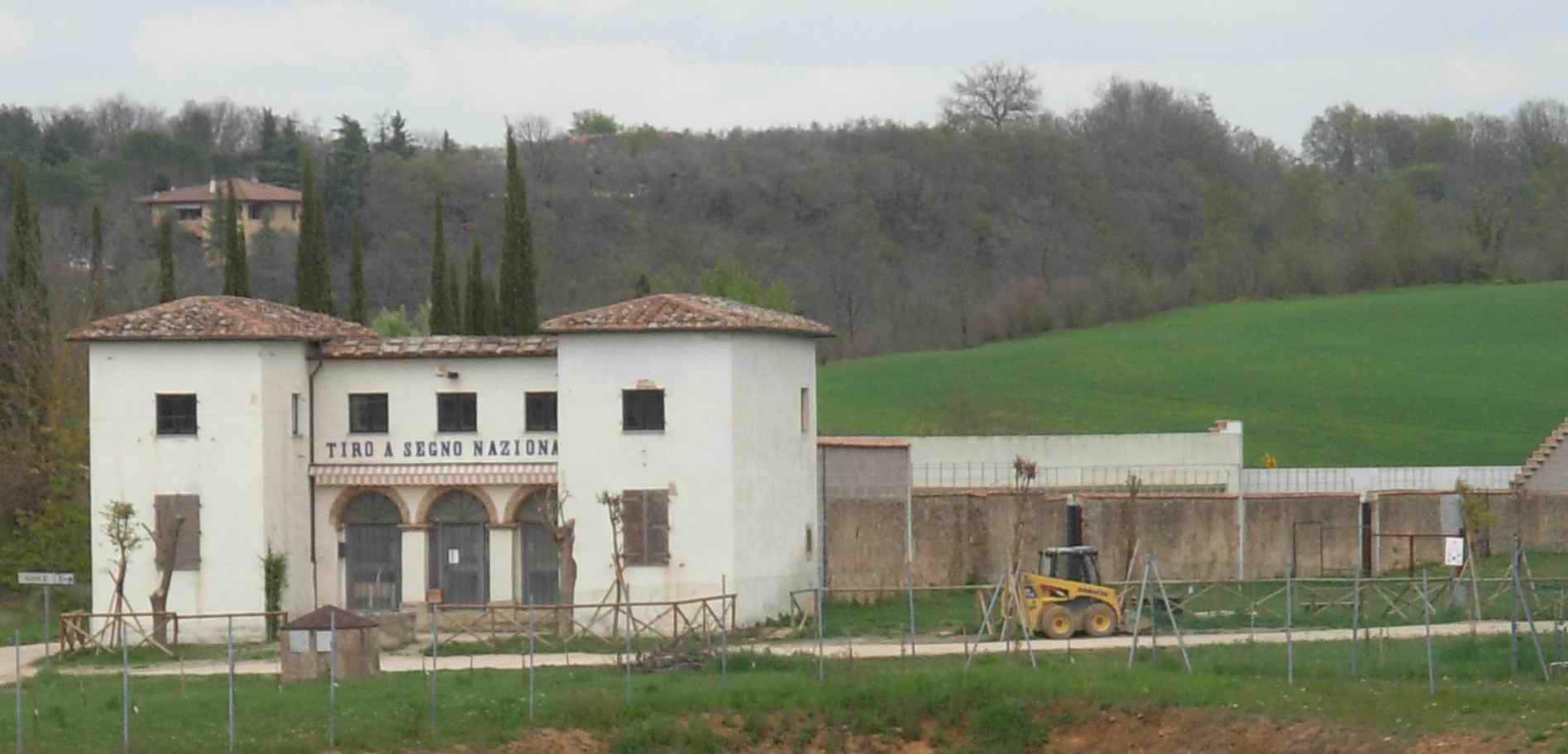
L'impianto di Tiro a Segno

### Calcio
- La prima squadra di calcio di Colle di Val d'Elsa ad essersi iscritta alla F.I.G.C. è la U.S.D. Colligiana, fondata il 21 aprile 1922 e già detentrice del record europeo di 17 vittorie consecutive nel campionato 1957-1958 e conosciuta anche per aver donato le proprie maglie alla Fiorentina nel 1927. Ha militato nella stagione 2008-2009 e nella successiva nel campionato di Seconda Divisione della Lega Pro. Svolge la sua attività presso lo Stadio Comunale intitolato a Gino Manni, massima gloria calcistica colligiana. Gli impianti sportivi comprendono un campo di calcio in erba dotato di una tribuna coperta e una scoperta riservata agli ospiti, con pista e pedane per la pratica dell'atletica leggera; due campi di calcio in terra vulcanica ed un campo sussidiario in erba, dotato di tribuna scoperta, due campi da calcetto con fondo sintetico, di cui uno coperto. Retrocessa nei ranghi della Lega Nazionale Dilettanti nel 2010, è stata da questa esclusa dal campionato di Serie D per inadempienze economiche. La nuova Società, la A.S.D. Colle Giovane, che ha sostituito la V. F. Colligiana nei campionati regolari per proseguire l'attività calcistica cittadina, essendo una Società di nuova costituzione fu esclusa anche dal Campionato di Eccellenza regionale, e diede inizio la propria attività, nella stagione 2010/11, nella Terza categoria dilettanti della Provincia di Siena. In testa al campionato dalla prima giornata conquista la vittoria finale e vince anche la Coppa Provinciale Siena, giunta alla XIV edizione, battendo in finale, sul campo neutro di Asciano, per 3 a 0 il Vescovado. Nel luglio 2011 attraverso un'operazione societaria che ha coinvolto la società del Monteriggioni Calcio, la squadra biancorossa del presidente Massimo Rugi, con il nome di Olimpia Colligiana, si iscrive al campionato di Eccellenza regionale e disputa ben quattro derby, tra coppa e campionato, con l'altra squadra valdelsana dell'A.S. Gracciano. Nella stagione 2012/13, ha vinto il Campionato di Eccellenza ed è ritornata in Serie D.
- Altra squadra di calcio cittadina è l'A.S. Gracciano che, dal 2020, svolge la sua attività presso gli impianti sportivi comunali del "Gino Manni".  L'A.S. Gracciano fu fondata nel 1964 da Renato Pocci e Aldo Grassi; Renato Pocci fu il primo presidente dell'A.S. Gracciano. Il "periodo d'oro" dei gigliati biancoazzurri è quello dal 2008 al 2011 dove la società di San Marziale, sotto la guida del mister Diego Trentacoste e del presidente Michele Ciardiello, ha vinto ben tre campionati uniti alla conquista della coppa Toscana di prima categoria anche se in questo periodo va registrata una retrocessione, avvenuta nel 2009, ma subito riscattata con due campionati consecutivi vinti. Nel 2011, vincendo il campionato di Promozione, i gigliati biancoazzurri hanno ottenuto la promozione in Eccellenza regionale arrivando a disputare, tra coppa e campionato, quattro derby con la Colligiana nella stagione 2011-12. Attualmente milita nel campionato di Prima Categoria.
- Altri campi di calcio si trovano nella frazione di Campiglia. La squadra locale, che attualmente milita nel campionato di Seconda Categoria, nella stagione 2010/11 è riuscita nell'impresa di vincere il titolo provinciale, regionale e infine quello nazionale UISP[33].

### Pallacanestro
L'A.S. Colle Basket è nata nel 1988, ed esattamente il 15 marzo, dalla fusione tra le due squadre di basket di Colle di Val d'Elsa, la Polisportiva Olimpia e la P.G.S. Pietro Larghi. Subito si è affermata come una bella realtà, tanto da ottenere diverse promozioni, prima alla Serie C1 e poi alla Serie B2, affermandosi come una delle più importanti squadre della Provincia di Siena, dopo due società storiche come la Mens Sana Siena e la Virtus Siena.
Dal gennaio 2002 utilizza l'impianto di gioco del PalaFrancioli, il nuovo Palazzetto dello Sport di Colle di Val d'Elsa. Dopo la partecipazione alla Serie B2, attualmente la Colle Basket milita nel campionato di Serie C1.

### Pallavolo
La più antica società sportiva di Colle di Val d'Elsa è la P.G.S. Pietro Larghi che milita stabilmente in Serie D e vanta un nutrito settore giovanile. Svolge la sua attività presso il palazzetto di Viale dei Mille e ha come colori sociali storici il bianco e l'azzurro.

### Nuoto e tuffi
Molto attiva la Polisportiva Olimpia con attività di nuoto, tuffi e pallanuoto, che vengono svolti negli impianti della Piscina Olimpia, in Via 25 aprile, che comprende una vasca natatoria scoperta, di 50 per 18 metri, e una coperta.

### Golf
Si svolge presso il Golf Club dell'Abbadia che dispone di una struttura di Campo Promozionale Pubblico composto da un driving range di 220 metri, con 20 postazioni di cui 6 coperte, putting-green, pitching-green ed un percorso di 6 buche.

### Tiro a segno
L'impianto di Tiro a Segno è prossimo agli impianti sportivi dell'Abbadia, è un tiro a segno Nazionale ed è omologato per armi lunghe e corte con 8 linee di tiro e bersagli fino a 200 metri.

### Atletica leggera
Polisportiva Olimpia e Libertas Atletica Valdelsa (che si occupa anche di orienteering) per quanto riguarda il settore giovanile e Atletica 2005 per quanto riguarda il settore assoluto sono le società attive nella pratica dell'atletica leggera, che viene svolta con risultati di prestigio in campo regionale e nazionale. ne è esempio la velocista colligiana Irene Siragusa che si allena presso lo Stadio Comunale Gino Manni.

### Pattinaggio
Di livello internazionale l'attività della Polisportiva Olimpia nel pattinaggio artistico a rotelle, che si avvale delle piste dell'Abbadia.

### Motociclismo
È molto attivo il Moto Club Garganella, nelle categorie Enduro (nel 2008 ha organizzato una prova dei campionati nazionali assoluti, oltre a numerose gare a livello regionale F.M.I. e a numerose giornate sociali), Cross, Trial, velocità e epoca. il Moto Club, tra le altre manifestazioni, ha organizzato per molti anni la motocavalcata nazionale Colle-Follonica che richiama migliaia di partecipanti da ogni parte d'Italia e anche dall'estero.

### Altri sport
Tra gli altri sport praticati, il pugilato, presso la palestra di Gracciano, il tennis, la cui pratica è svolta presso il Circolo del Tennis dell'Abbadia, il jūdō, che ha avuto il suo massimo esponente nel più volte nazionale Stefano Panteri, ed altre arti marziali, il tiro con l'arco, il ciclismo, con la Polisportiva Olimpia e l'Unione Ciclistica 2000, il calcetto ed il triathlon, sempre con la Polisportiva Olimpia. L'automobilismo vede attiva la Squadra Corse Valdelsa che organizza gare di regolarità e rally. Esibizioni acrobatiche di quad sono state organizzate a livello nazionale dal Free Style Quad. Il Rugby, con la Colligiana Rugby presso lo stadio Gino Manni .

### Impianti sportivi
- Piscina Olimpia
- Stadio Gino Manni
- Palazzetto Comunale Palafrancioli